# Sächsische Renaissance

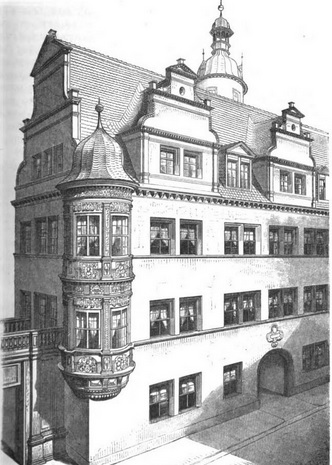
Das Fürstenhaus als typisches Gebäude der Renaissancezeit stand in Leipzig.

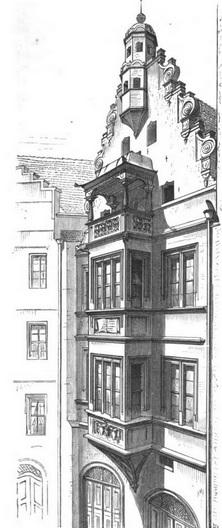
Haus in der Hainstraße in Leipzig

Als Sächsische Renaissance wird eine spezielle Art der Architektur der Zeit der Renaissance bezeichnet. Besonders verbreitet war sie im Gebiet des Kurfürstentums Sachsen an der mittleren Elbe. Stilbildende Einflüsse kamen vor allem aus Böhmen, Italien und Polen. Hierzu wanderten italienische Künstlerfamilien umher und streiften auf der Suche nach Aufträgen den sächsischen Kulturraum entlang ihrer Wanderrouten und sorgten so sowohl für eine Durchmischung der Stile als auch für eine eigene Stilentwicklung.

## Geschichte
Bedeutendster Vorläufer der Renaissance im sächsischen Raum war der kursächsische Landesbaumeister Arnold von Westfalen (ca. 1425–1481), der im Übergang von der Spätgotik zur Renaissance die Albrechtsburg in Meißen schuf. Übergangsformen des Baudekors finden sich auch auf Schloss Hartenfels, Schloss Wurzen, Schloss Hinterglauchau und Schloss Heynitz.
Entscheidend für die Ausbreitung des neuen, aus Italien stammenden und sich gleichzeitig in ganz Deutschland ausbreitenden Architekturstils war das sächsische Herrschergeschlecht der Wettiner, das eigene Großbauten in Auftrag geben ließ und dafür unter Kurfürst Moritz auch italienische Künstler nach Sachsen rief. Bekannte Künstler bzw. Baumeister die in Sachsen wirkten waren: der aus Lugano stammende Giovanni Maria Nosseni, Hans von Dehn-Rothfelser, Benedetto Tola (* 1525 in Brescia/ Italien; † 1572), Gabriel de Tola, Caspar Vogt von Wierandt, Hans Irmisch, Rochus zu Lynar, Carlo di Cesare del Palagio. Franz Maidburg errichtete 1519 den Hauptaltar der Stadtkirche von Annaberg und leitete die Renaissance in Sachsen ein. Die sächsischen Baumeister wendeten seit etwa 1530 den Renaissancestil an und exportierten diesen weiter nach Norddeutschland (Brandenburg, Mecklenburg).
Nach der 1485 erfolgten Teilung des wettinischen Besitzes in eine ernestinische und eine albertinische Linie, entwickelte sich Torgau neben Wittenberg zur bevorzugten Residenz der ernestinischen Kurfürsten. Das bis zur Mitte des 16. erheblich neu und umgebaute Torgauer Schloss Hartenfels mit seinem berühmten Wendelstein zählt zu den bedeutendsten Gebäuden der Frührenaissance in Deutschland. Nach der Wittenberger Kapitulation und dem Übergang Torgaus an die Albertiner führte Kurfürst Moritz die Arbeiten am Schloss zunächst fort. Die dauerhafte Verlegung der Residenz nach Dresden bis Ende des 16. Jahrhunderts bewahrte Schloss Hartenfels weitgehend vor späteren stilistischen Überformungen, wie sie etwa das Residenzschloss Dresden erfahren hat, das von 1548 bis 1556 erheblich vergrößert wurde. Die Fassaden des Dresdner Schlosses wurden mit Sgraffiti reich verziert und Moritz’ Bruder und Nachfolger Kurfürst August, der von 1553 bis 1586 regierte, vollendete den Bau, der zu einem Hauptwerk der Sächsischen Renaissance wurde. Später wurde das Innere aber nach einem Brand barockisiert und die äußeren Fassaden im 19. Jahrhundert im Stil der Neorenaissance überarbeitet.

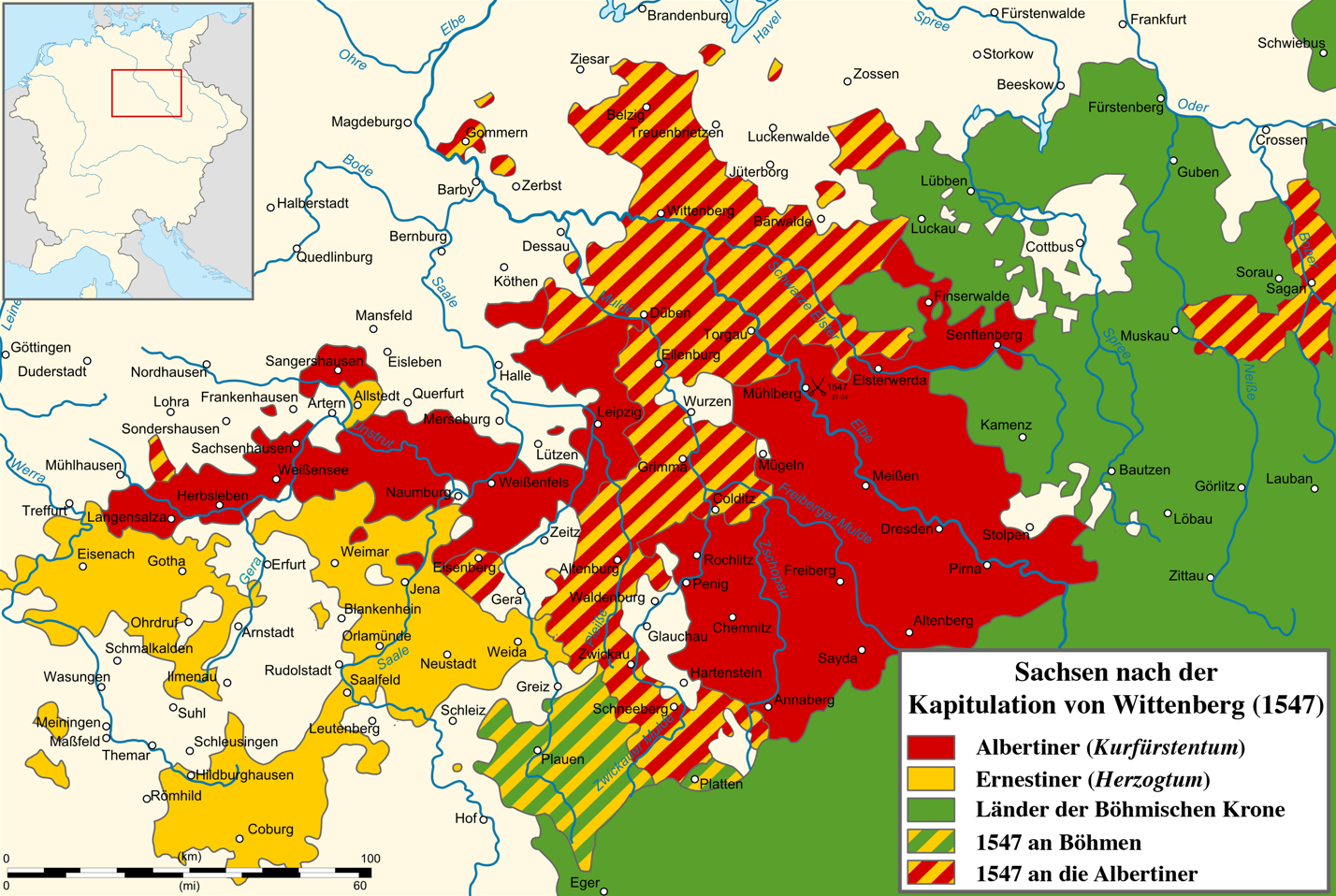
Gebietsänderungen im Zuge der Wittenberger Kapitulation

Das Gebiet Sachsens umfasste noch nicht die zur böhmischen Krone gehörenden Markgraftümer Ober- und Niederlausitz, die erst 1635 an Sachsen fielen. Sachsen reichte auch weiter nach Norden bis in den Fläming. Zum Beginn der Frührenaissance waren die wettinischen Lande in sich zersplittert. Vom unter ernestinischer Herrschaft stehenden sächsischen Kurfürstentum mit Herrschaftszentren in Wittenberg und Torgau ging die lutherische Reformation aus, während im südlich angrenzenden Herrschaftsbereich der Albertiner (überwiegend Markgrafschaft Meißen) die Reformation erst 1539 eingeführt wurde. Nach Ende des Schmalkaldischen Krieges 1547 bildete der obersächsisch-meißnische Raum dann ein politisch arrondiertes Gebiet.
Besonders gefördert wurde die künstlerische und bauliche Entwicklung durch Kurfürst August, der von 1553 bis zu seinem Tod 1586 regierte. Belegt ist sein großes Interesse an Fragen des Bauwesens und der Architektur. Seine Bibliothek enthielt viele Architekturschriften und Musterbücher von Bauelementen. Sein Hauptwerk ist das gewaltige Jagdschloss Augustusburg, errichtet von 1568 bis 1572. Nirgendwo in Europa wurde ein geometrischer Idealplan so einheitlich umgesetzt. Der Entwurf des ursprünglichen Modells könnte auf August selbst zurückgehen. Ferner vollendete er den erweiternden Umbau des Residenzschlosses Dresden (1553–1556), den sein Bruder Moritz begonnen hatte. Er ließ den Jägerhof (Dresden) erbauen und zahlreiche ältere Burgen zu Jagdschlössern umbauen, darunter Nossen, Grillenburg, Schwarzenberg und die neue Burg Gommern, für seine Frau ließ er Schloss Annaburg und Schloss Lichtenburg errichten, als Amtsschlösser Dippoldiswalde und Freudenstein. Sein Nachfolger Christian I. (1586–1591) setzte die Bautätigkeit des Vaters fort. Vor allem die Tätigkeit von Nosseni bewirkte in Sachsen eine Verbreitung des Baustils.
Der Stil färbte auf die private Bautätigkeit in den städtischen Zentren ab. Reiche Bürger begannen die entstehenden Prachtbauten in Dresden und Meißen zu kopieren und errichteten Häuser mit Bogenportalen, Fassaden mit viereckigen Erker über dem Erdgeschoss, häufig paarweise angebracht. Weitere häusliche Stilelemente der Renaissance finden sich an den Ornamenten der Haustüren und den Fensterrahmen. Die Holzdecken sind prachtvoll ausgestaltet. Die Art und Weise der Gestaltung der meisten Bürgerhäuser dieser Zeit lassen sich auf den Einfluss Dresdens zurückführen. Neben den Gebäuden sind Altare aber auch Grabplatten Gegenstand der veränderten Formengebung in Sachsen geworden. In Städten wie Meißen, Pirna, Freiberg, Görlitz, Zwickau, Torgau, Wittenberg finden sich bis heute zahlreiche Bürgerhäuser der Renaissance.
Ab 1656 wurde Wolf Caspar von Klengel (1630–1691) Oberlandbaumeister; unter ihm kündigte sich die Ablösung der späten Renaissanceformen durch den neuen Barockstil an. Als „Auftakt“ errichtete Johann Georg Starcke ab 1678 das Dresdner Palais im Großen Garten für Johann Georg II., nach Vorbildern des französischen und italienischen Frühbarock. Johann Georgs Enkel August der Starke, den die opulenten Hoffeste seines Großvaters beeindruckten, trieb den neuen Baustil  ab 1694 mit ungekannter Energie voran und schuf dadurch den Dresdner Barock, der ein ganzes Jahrhundert prägte und weit über die Landesgrenzen hinausstrahlte. Wie lange aber die an der Renaissance geschulten Bautraditionen noch nachwirkten, sieht man an den Renaissance-Giebeln der Ortenburg in Bautzen, die erst 1698 nach Plänen von Martin Pötzsch errichtet wurden; Giebel in ähnlichem, sogar noch barocker wirkendem Übergangsstil wurden schon um 1660 am Schloss Althörnitz angebracht.

## Räumliche Abgrenzung
Neben der sächsischen Ausprägung der Renaissancestile finden sich im deutschen Raum weitere Verbreitungsgebiete. Diese sind:
- Norddeutsche Renaissanceregion
- Renaissance im Weserraum
- Westfälische Renaissanceregion
- Rheinische Renaissanceregion
- Renaissance am Main
- Renaissance im Neckarraum
- Renaissanceregion im Alpenvorland

Auch in weiteren Ländern gibt es prägnante Regionaltypische Ausprägungen.

## Architekturausprägungen
Kennzeichnend sind die typischen Dreiecksgiebel auf den Zwerchhäusern und Turmaufbauten (in der Frühzeit auch Rundgiebel), dazu eine Dominanz der Farben Weiß und Grau sowie durchweg verputzte Bauten ohne Natursteindekor. Gebäude aus der Zeit der Sächsischen Renaissance finden sich heute in fast allen Gebieten, die zur Zeit der Renaissance zum Besitz des Hauses Wettin zählten, also in den heutigen Bundesländern Sachsen, Thüringen, Sachsen-Anhalt (südlicher Teil) und Brandenburg (Niederlausitz) sowie in angrenzenden Gebieten wie Polen und Böhmen. Beispiele in Nordböhmen sind die Schlösser in Schluckenau und Bensen. Auch die einst an sächsisches Gebiet angrenzenden Länder der Askanier in Anhalt wurden von diesem Stil geprägt, weil oft dieselben Baumeister dort arbeiteten. 
Von Baumeistern der Weserrenaissance wurde hingegen der Umbau des alten Klosters zum Schloss Leitzkau bei Magdeburg durchgeführt, dessen Fassaden und Giebel daher Natursteindekor und Fächerspitzen aufweisen.

## Werke
Die prägnantesten und erhalten gebliebenen Großbauwerke dieser Zeit waren vor allem Schlösser und Rathäuser, die sich so noch in großer Zahl im Originalzustand wiederfinden.
Auswahl an Bauwerken der Sächsischen Renaissance mit den typischen Merkmalen:

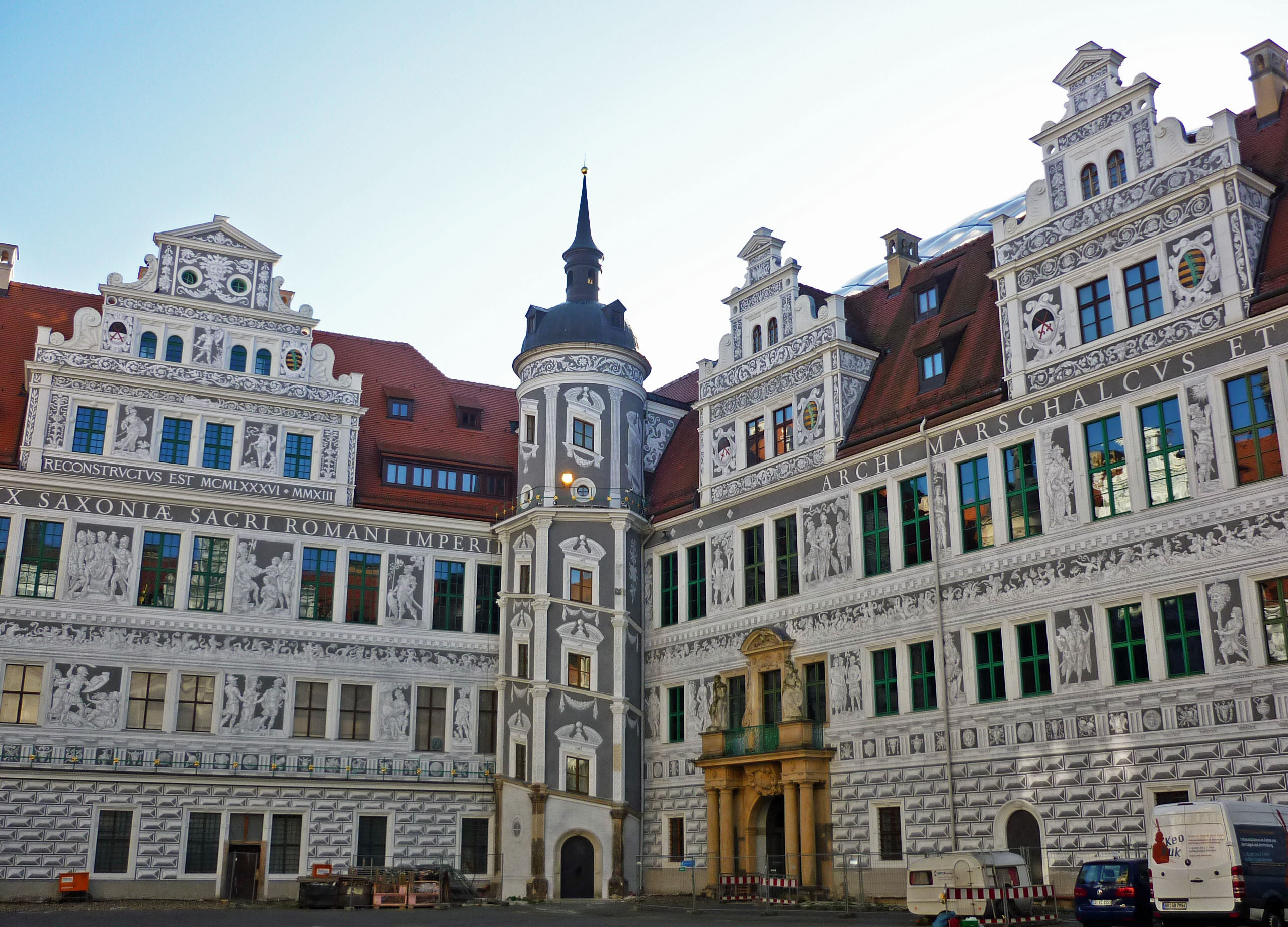
Residenzschloss Dresden
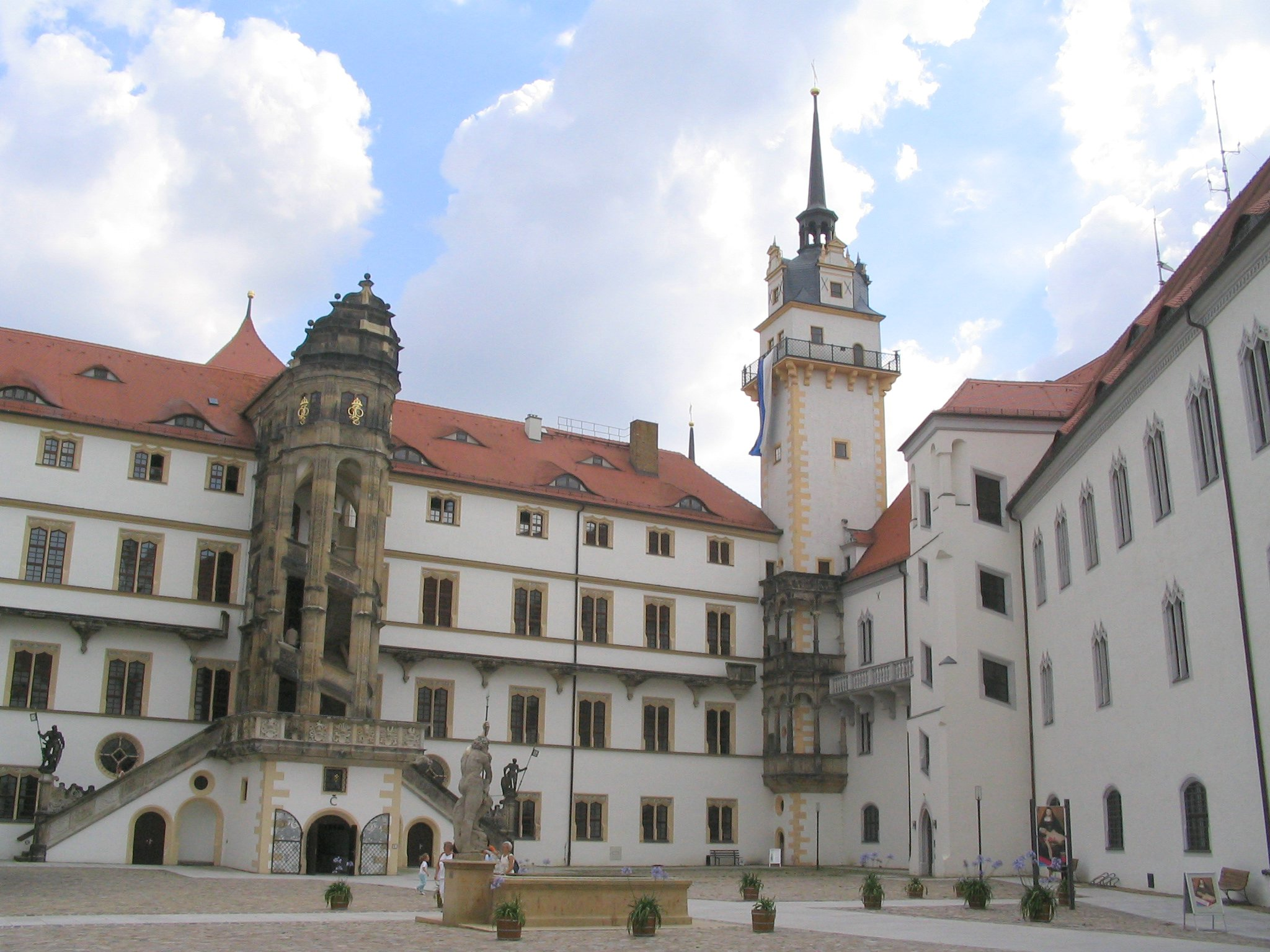
Schloss Hartenfels in Torgau, Sachsen
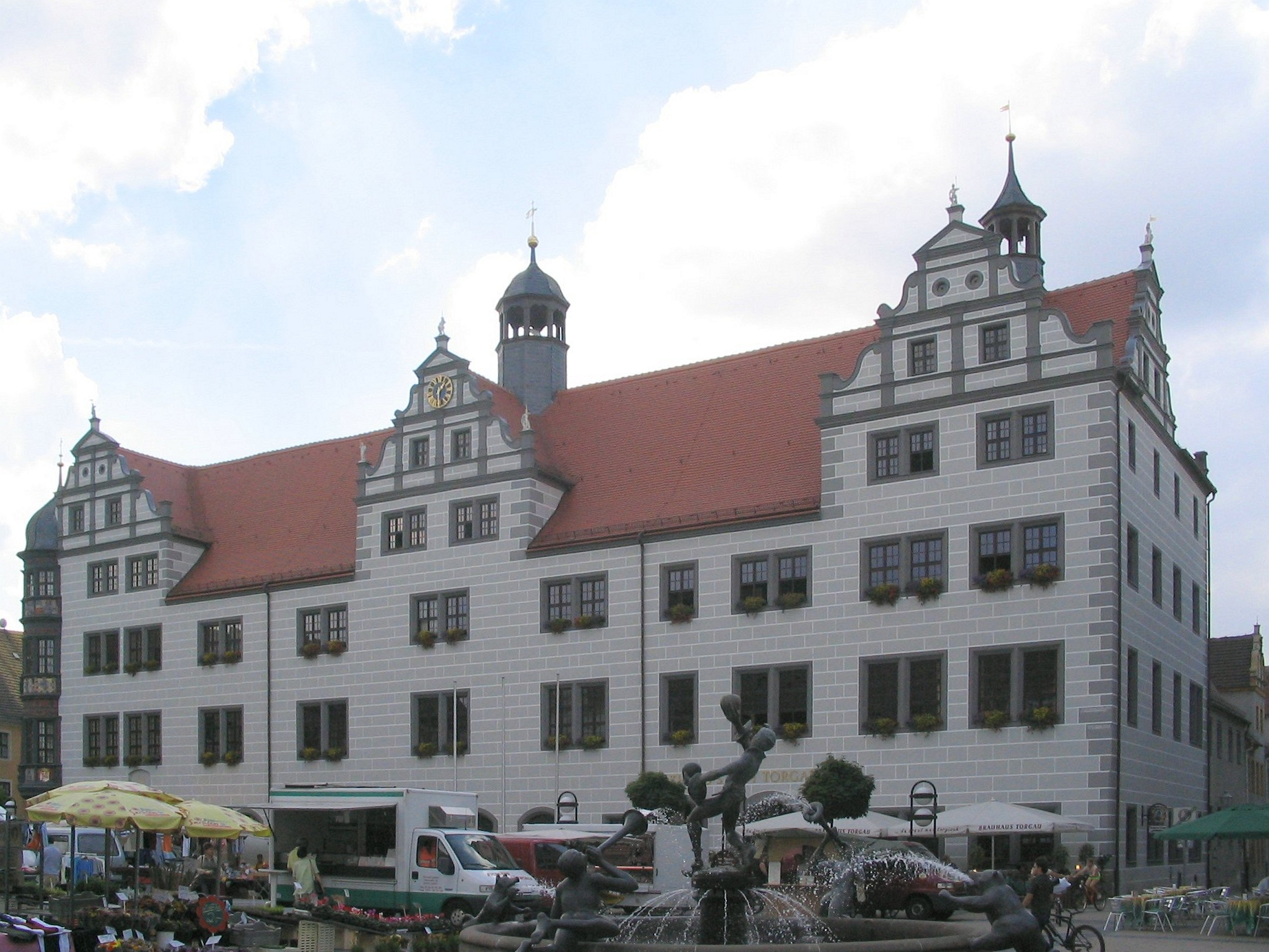
Rathaus Torgau, Sachsen
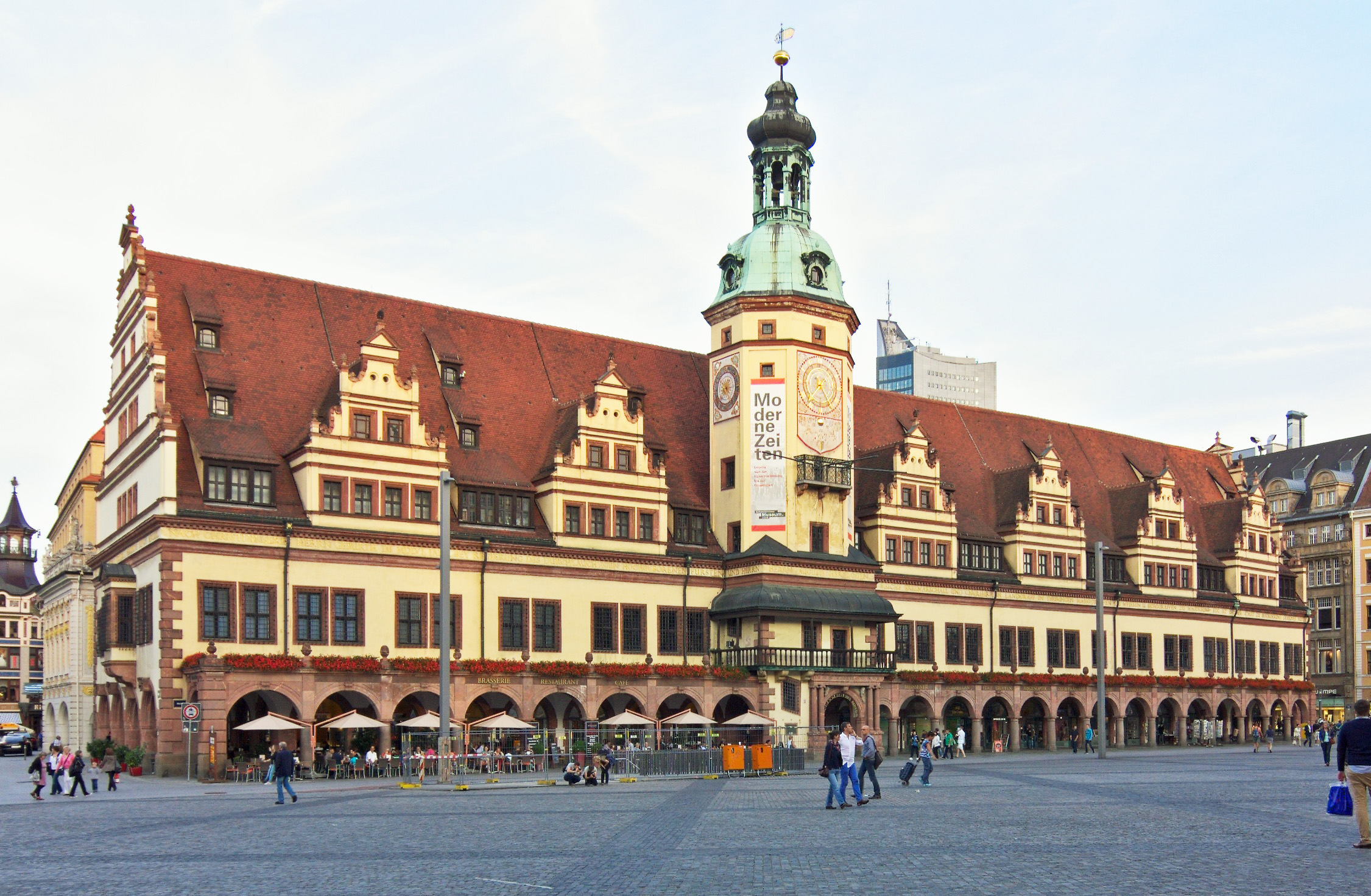
Altes Rathaus (Leipzig)
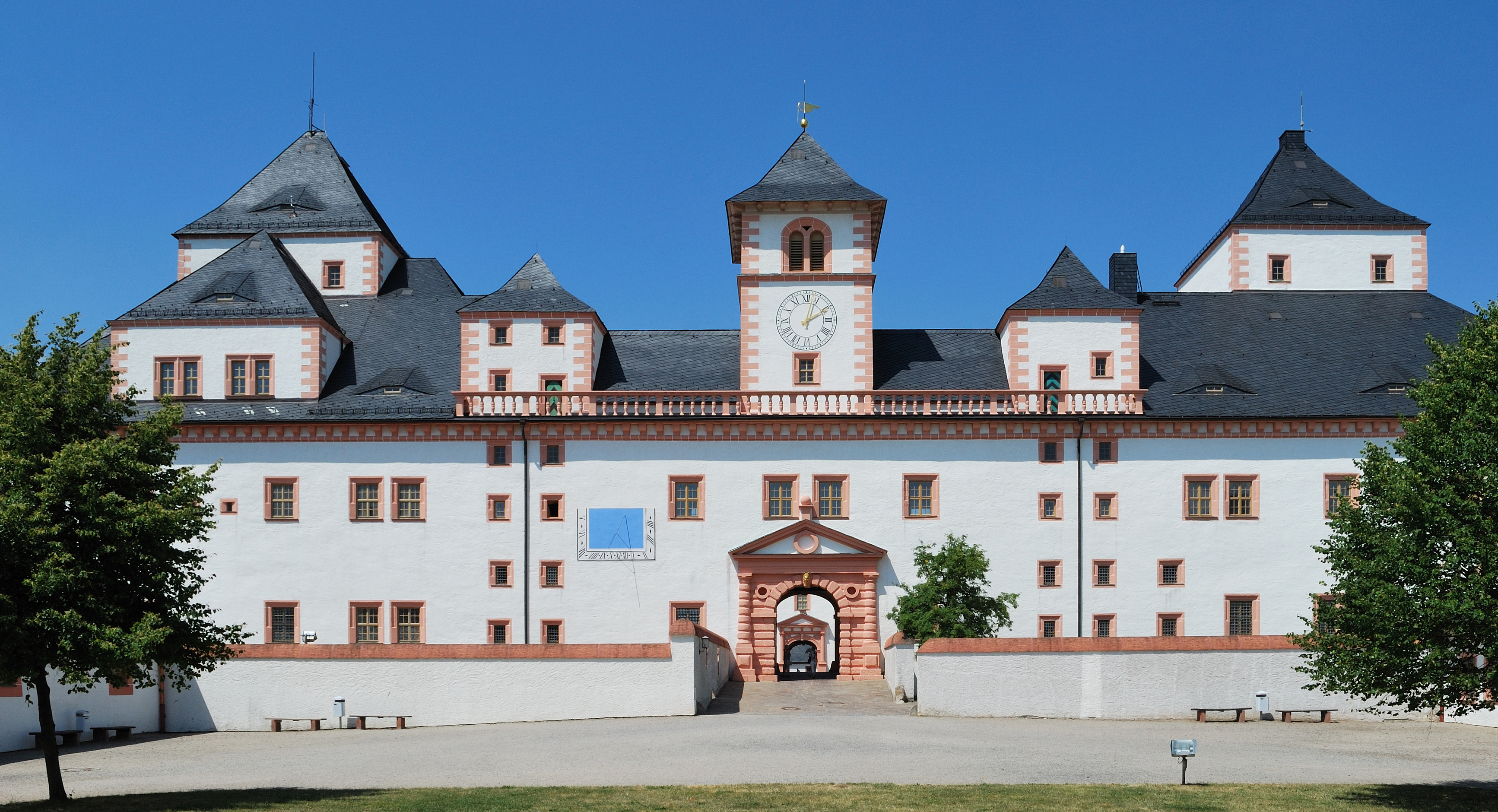
Jagdschloss Augustusburg, Sachsen
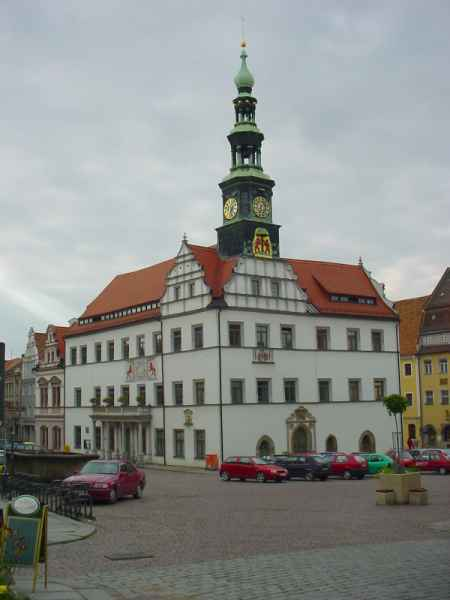
Rathaus in Pirna, Sachsen
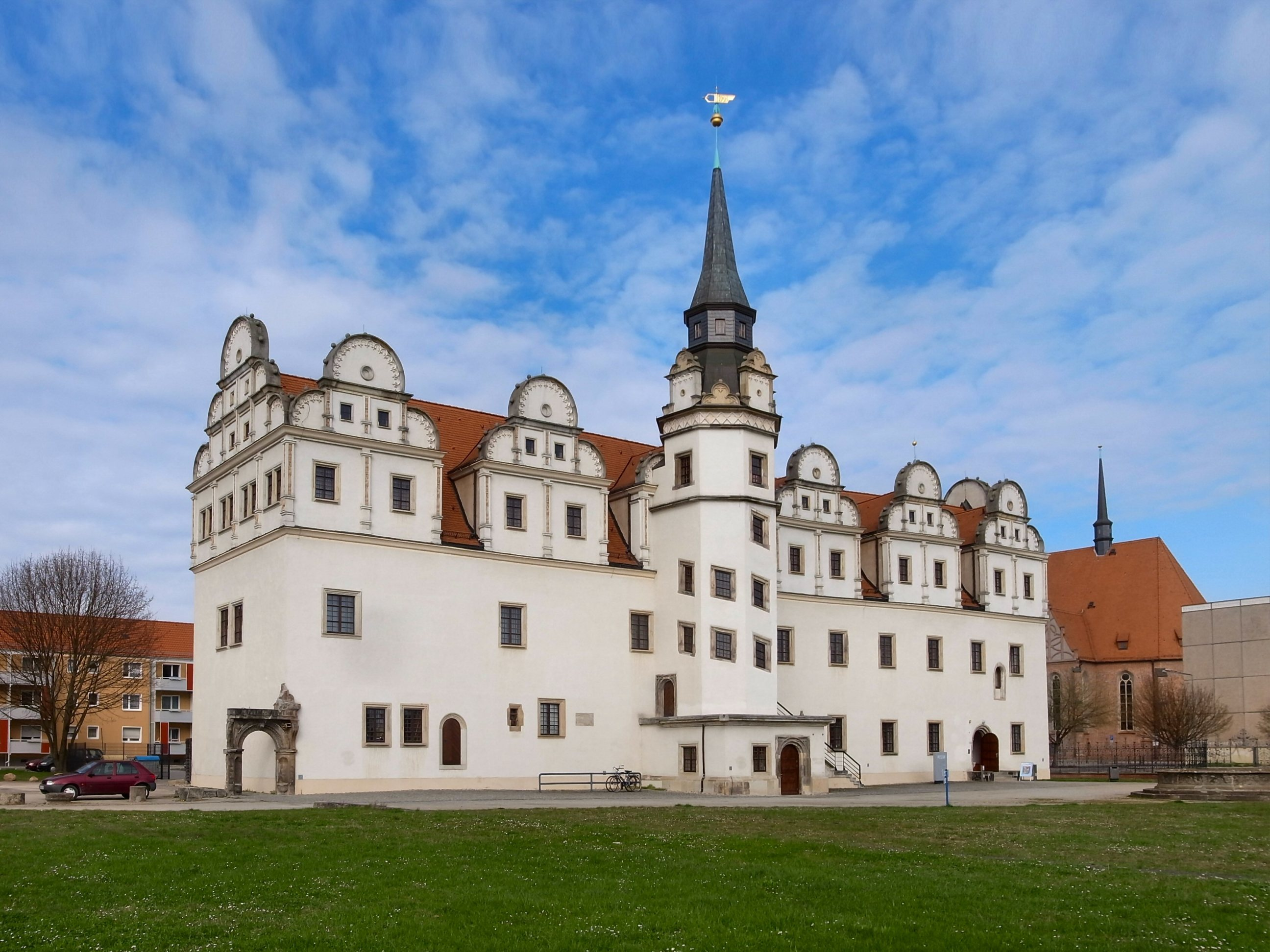
Residenzschloss Dessau, Sachsen-Anhalt
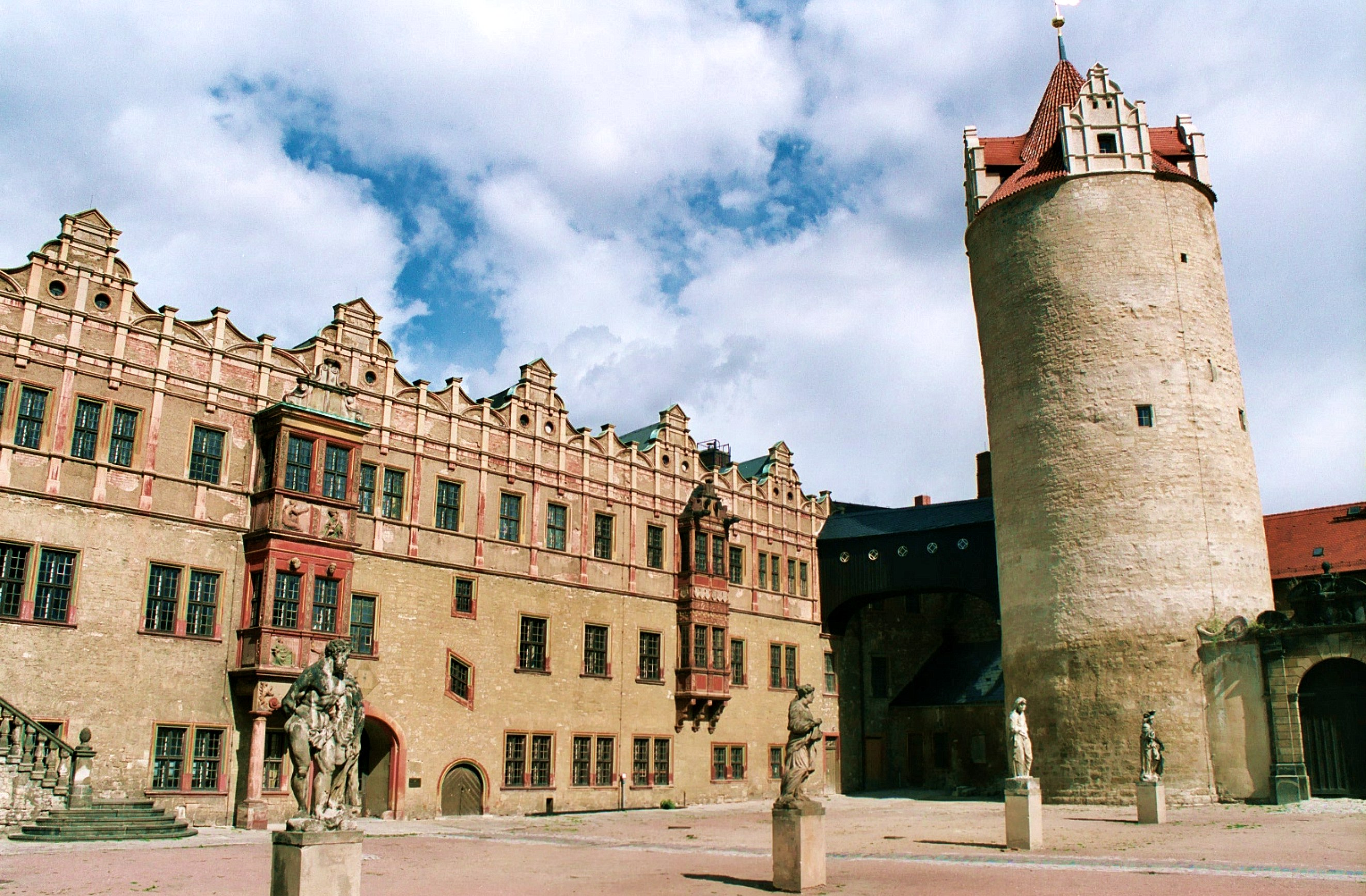
Schloss Bernburg, Sachsen-Anhalt
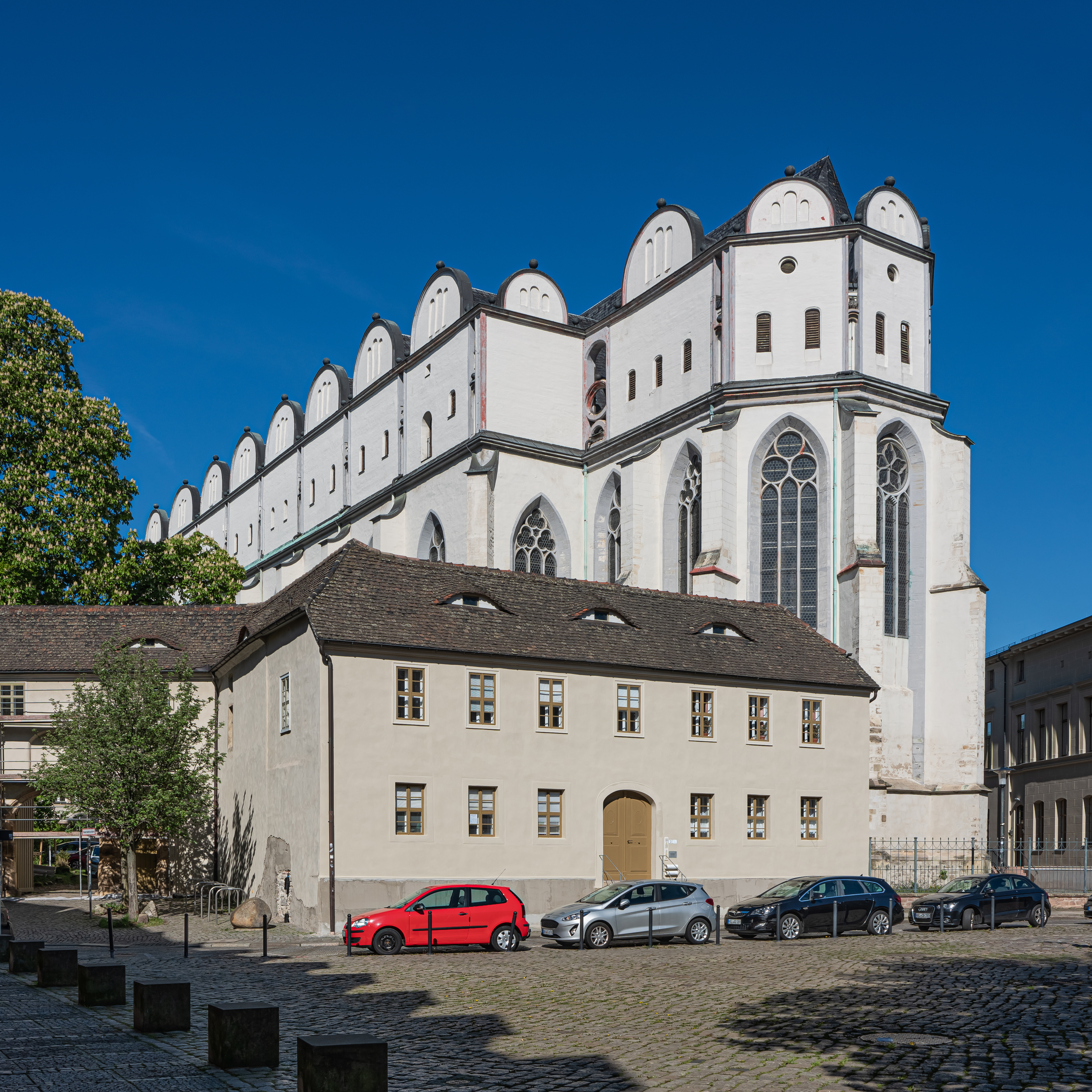
Hallescher Dom in Halle, Sachsen-Anhalt
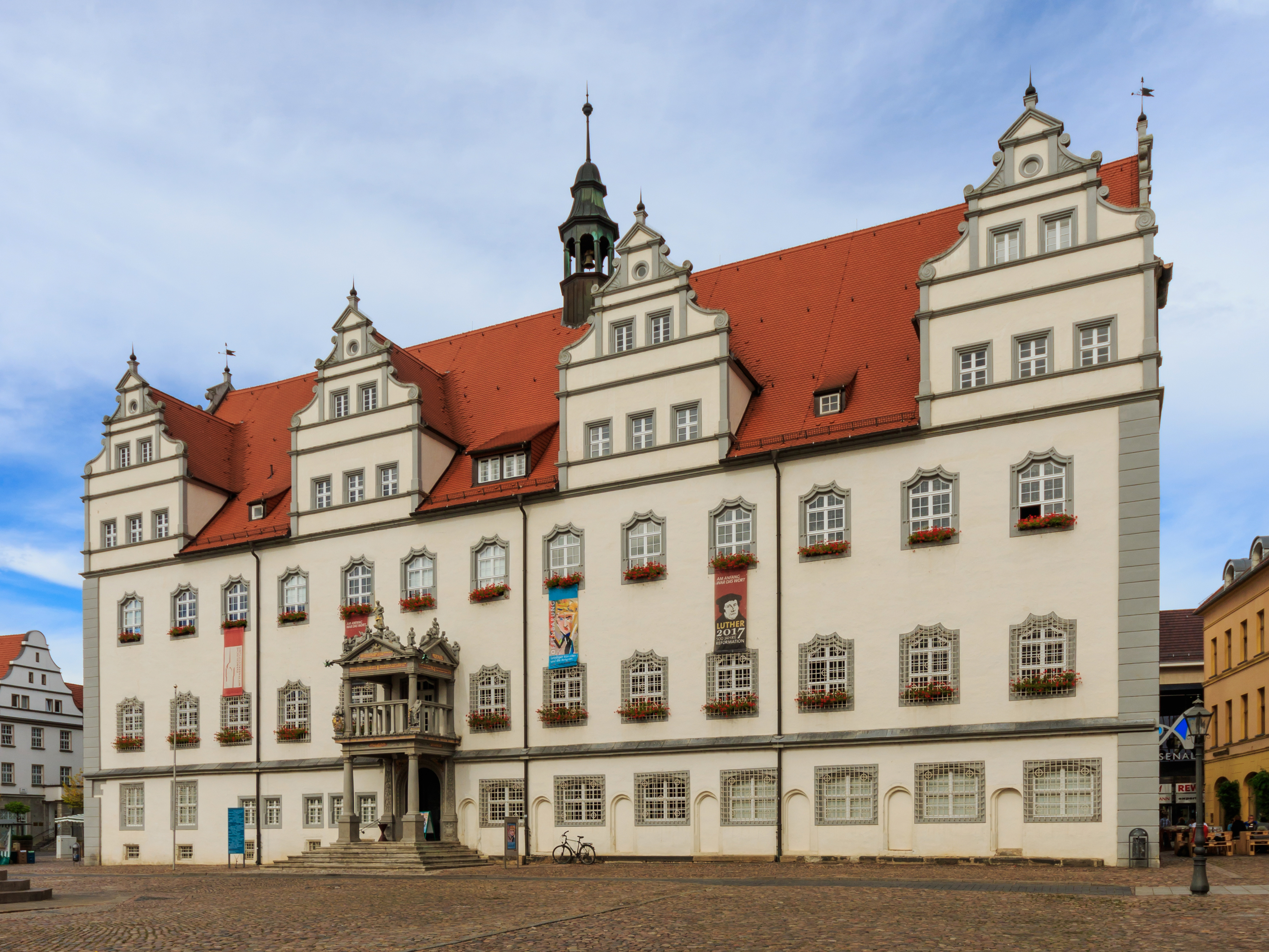
Rathaus in Wittenberg, Sachsen-Anhalt
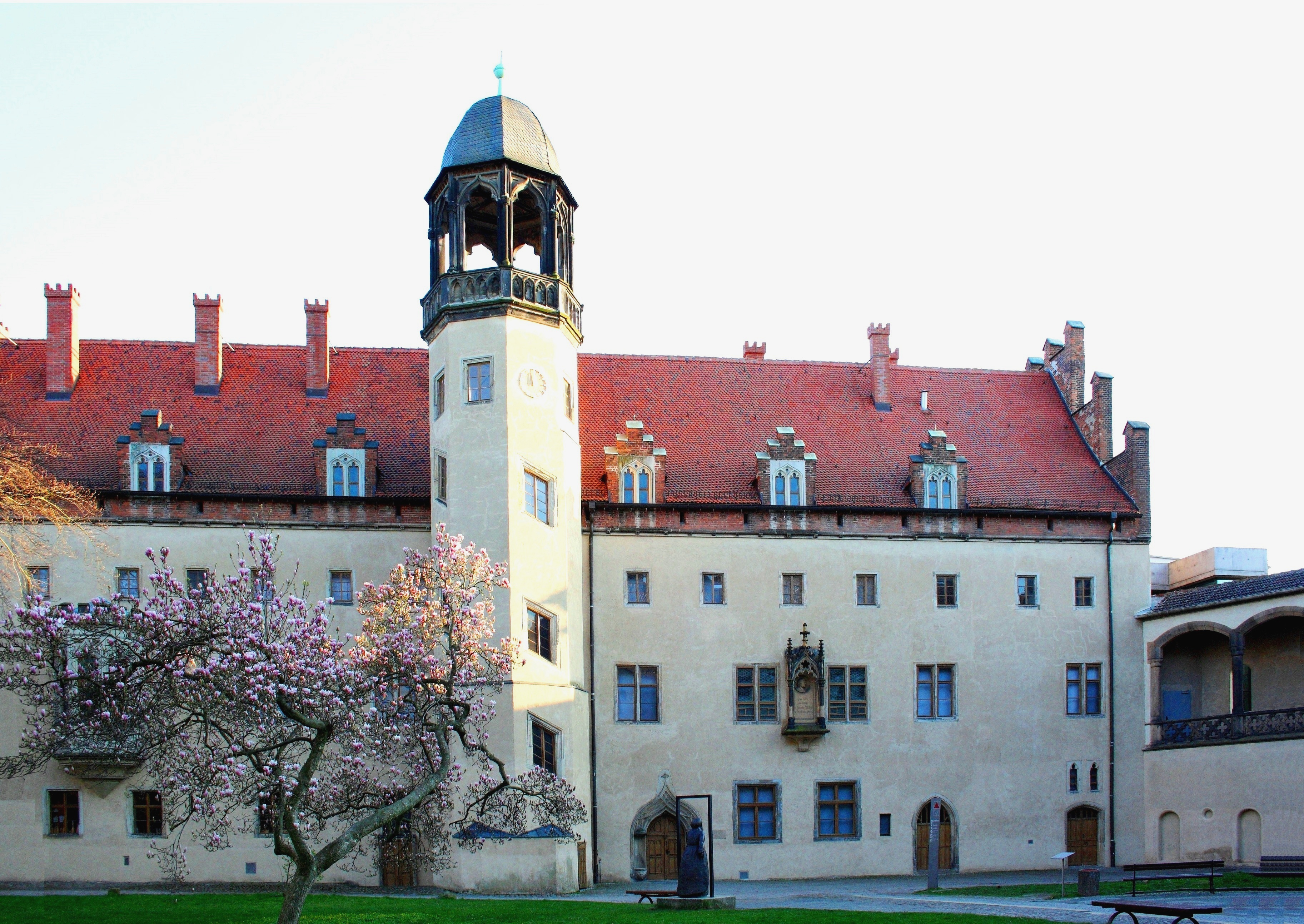
Das Lutherhaus in Wittenberg, Sachsen-Anhalt
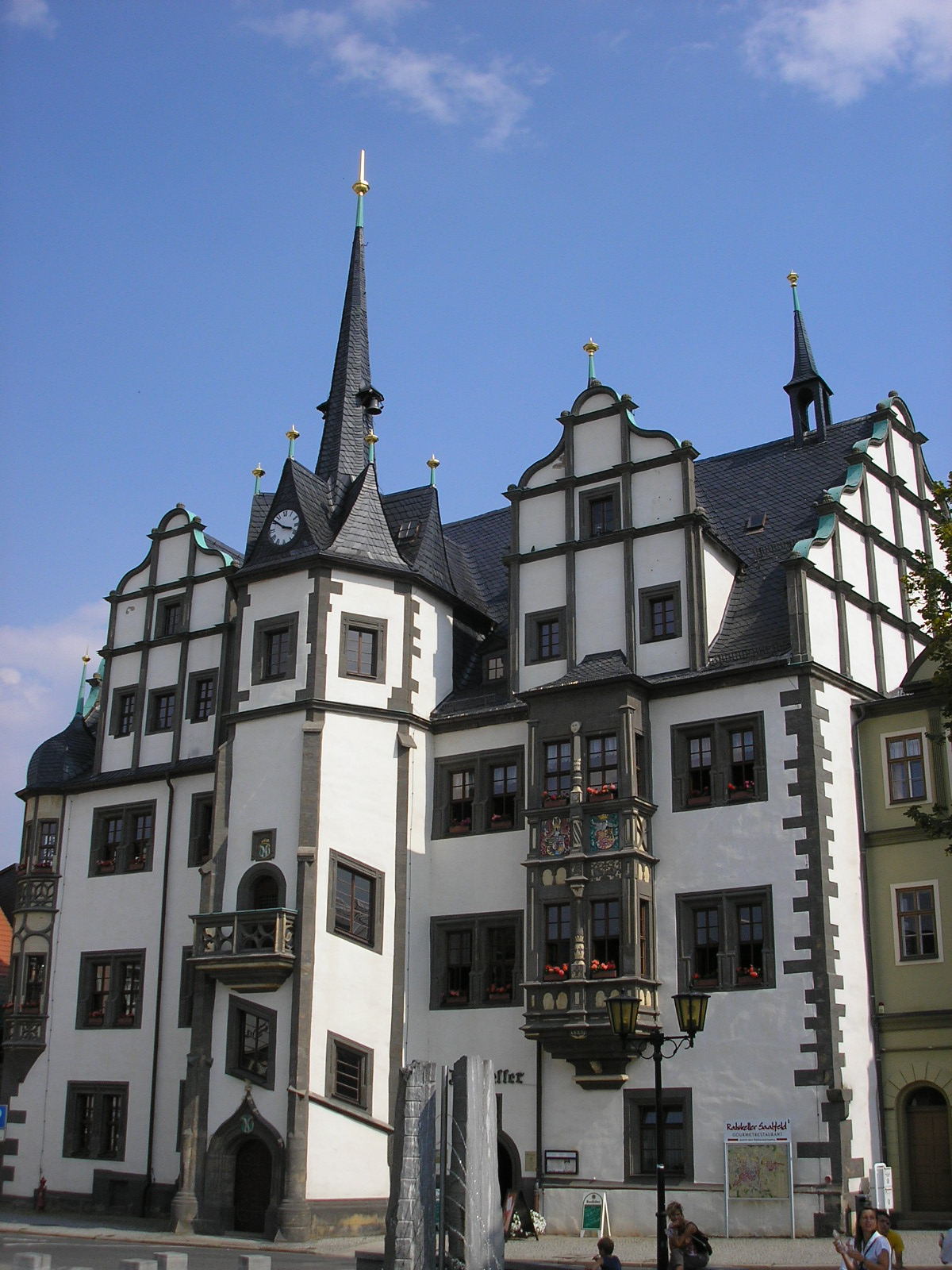
Rathaus in Saalfeld, Thüringen
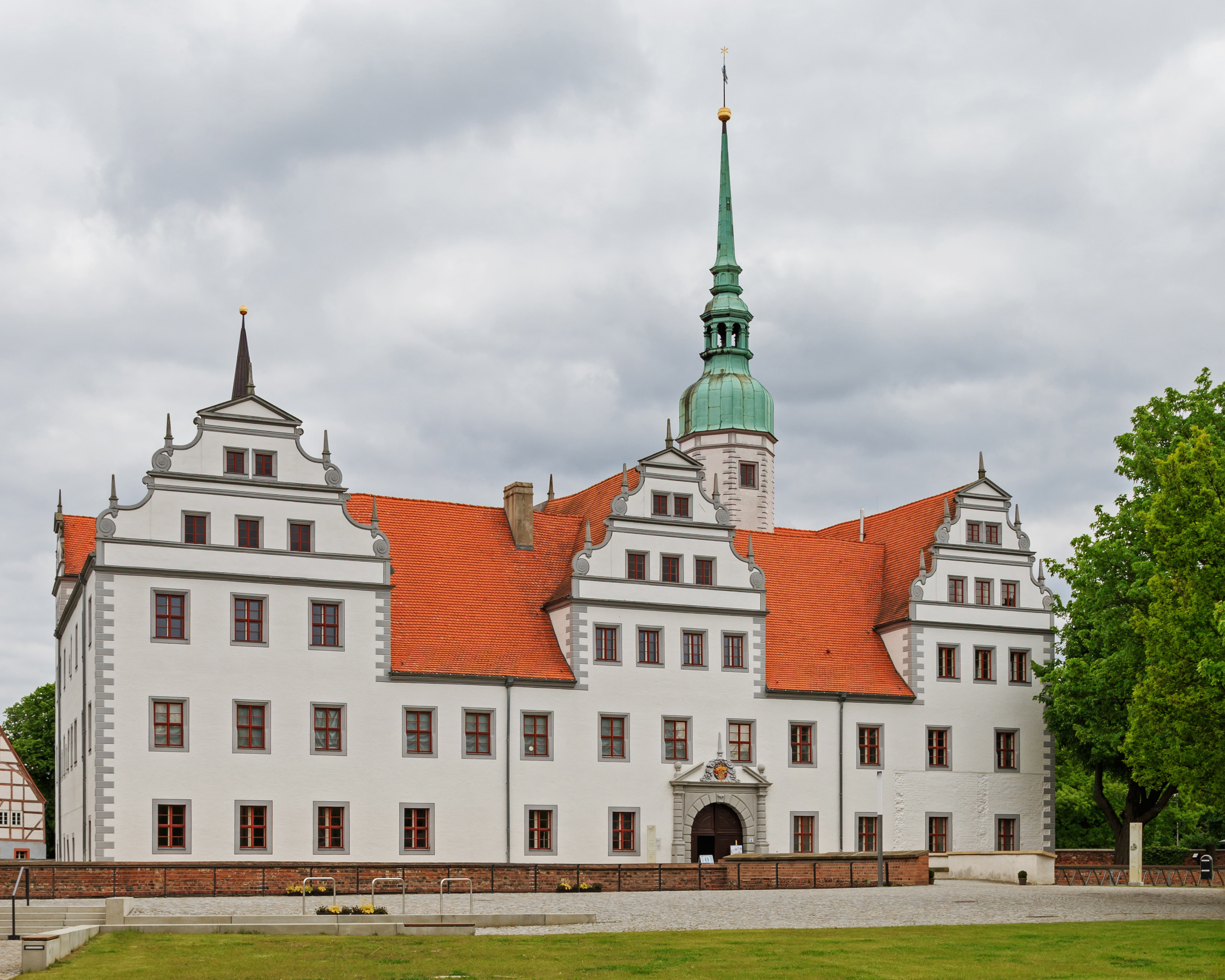
Schloss Doberlug in Doberlug-Kirchhain, Brandenburg
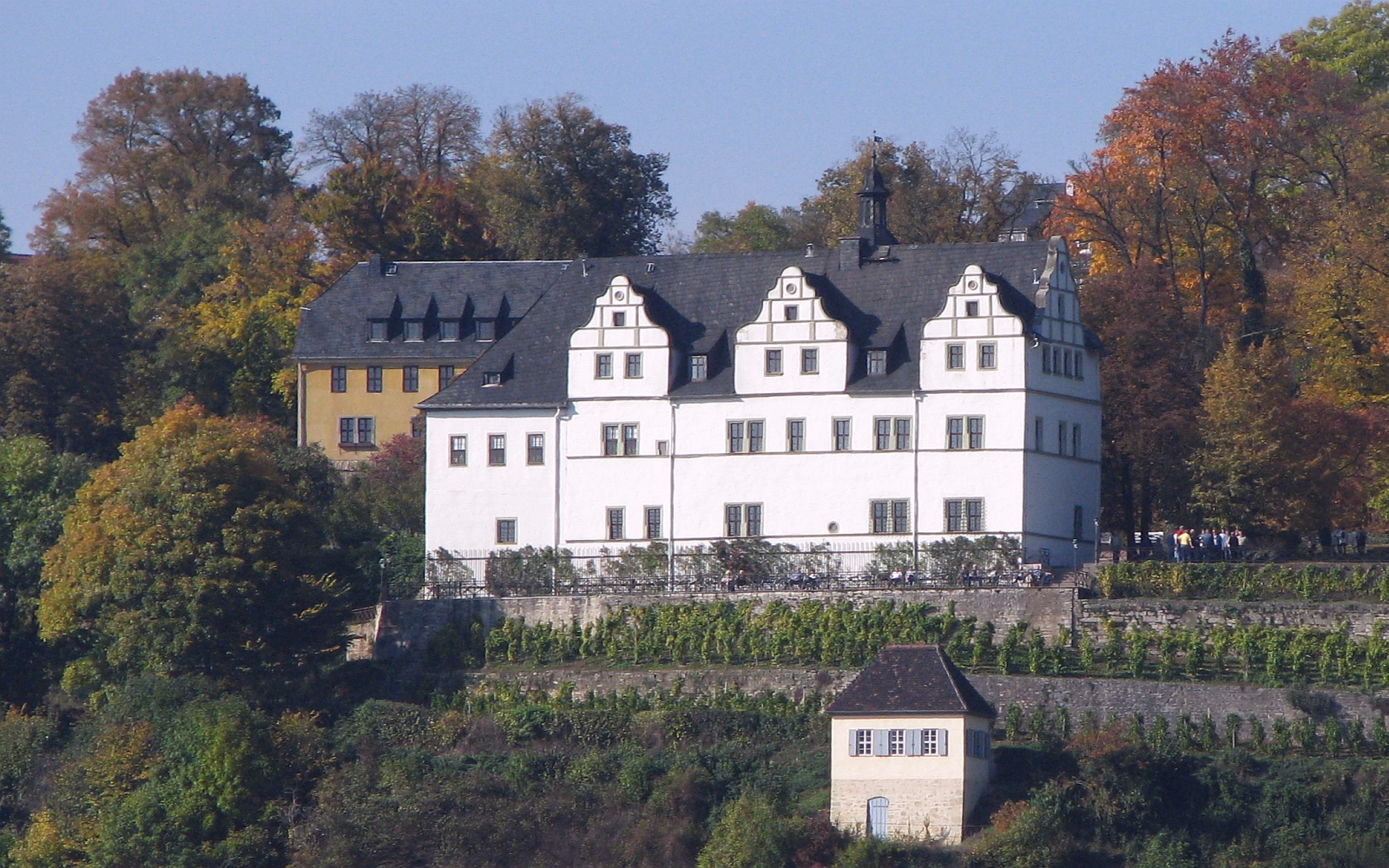
Renaissance-Schloss in Dornburg-Camburg, Thüringen
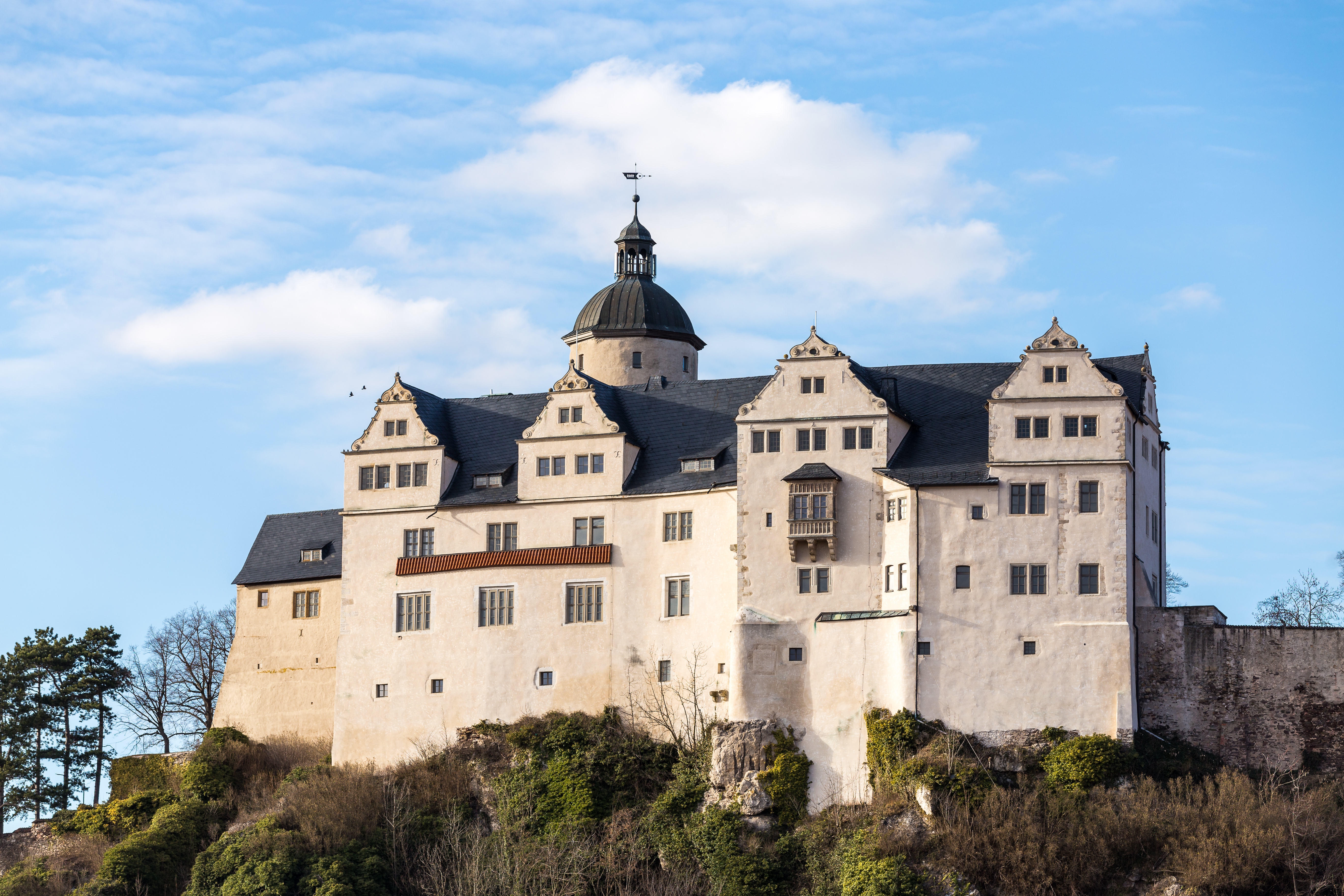
Burg Ranis in Ranis, Thüringen
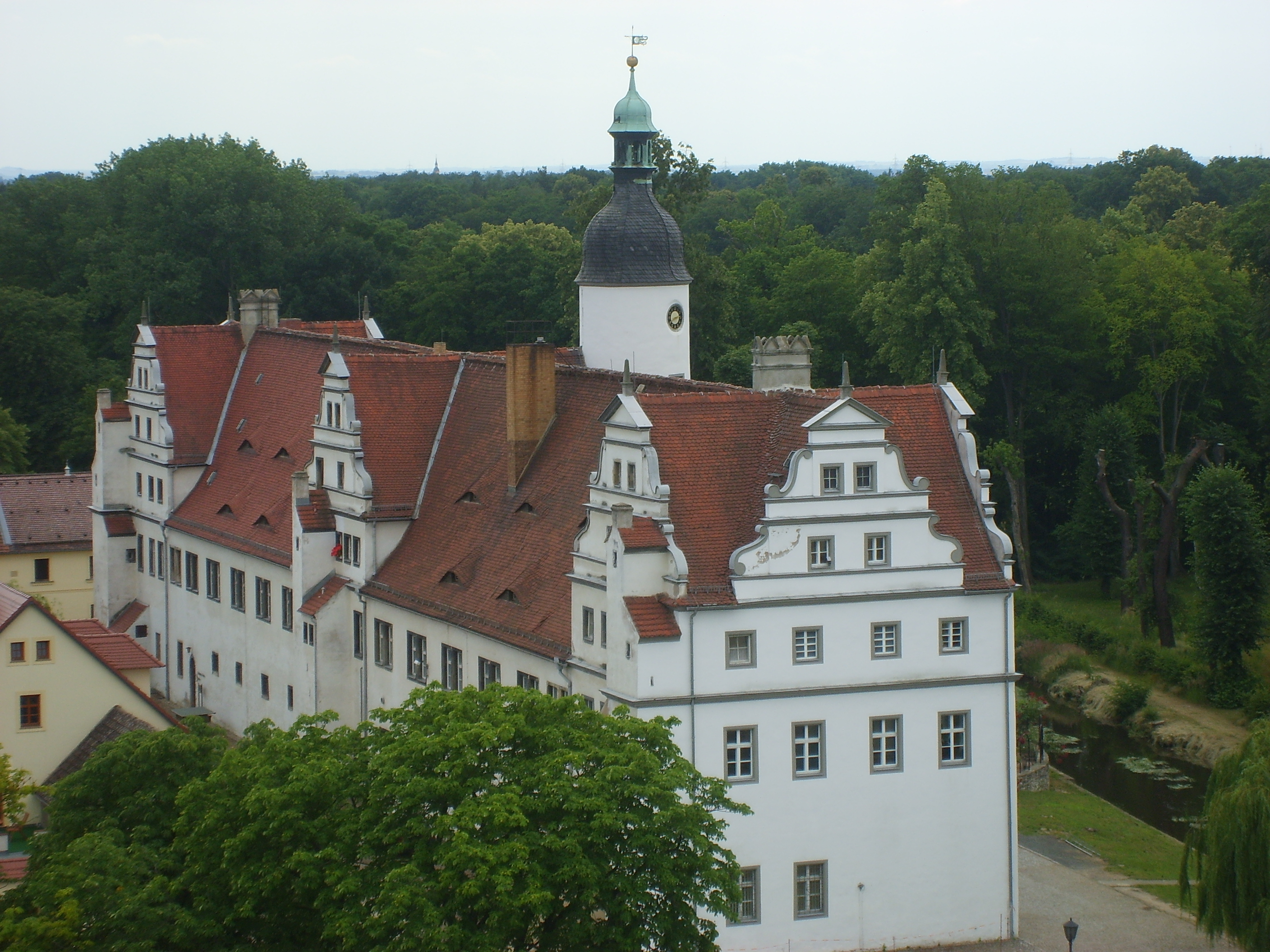
Altes Schloss Zabeltitz, Sachsen
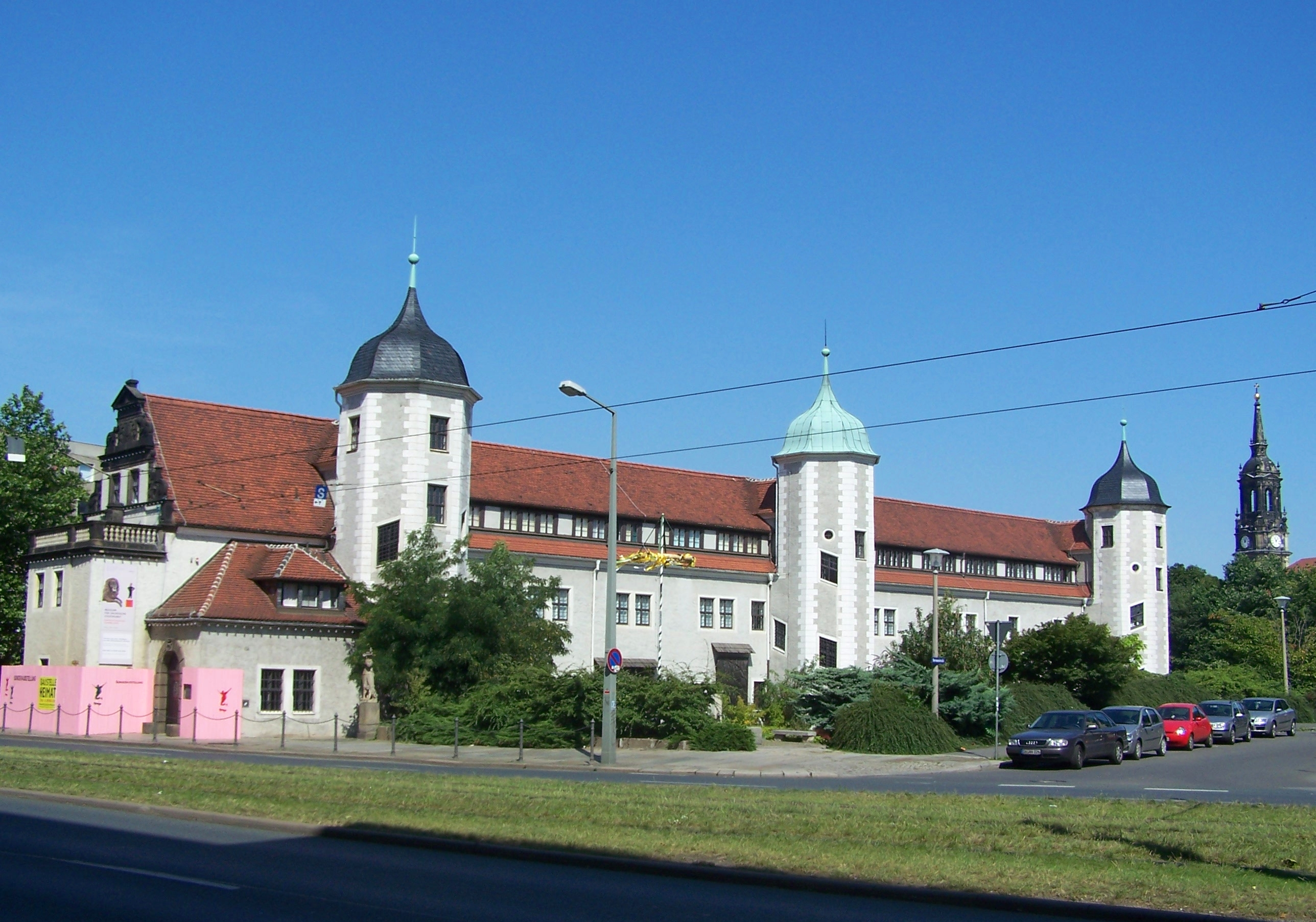
Jägerhof (Dresden), Sachsen
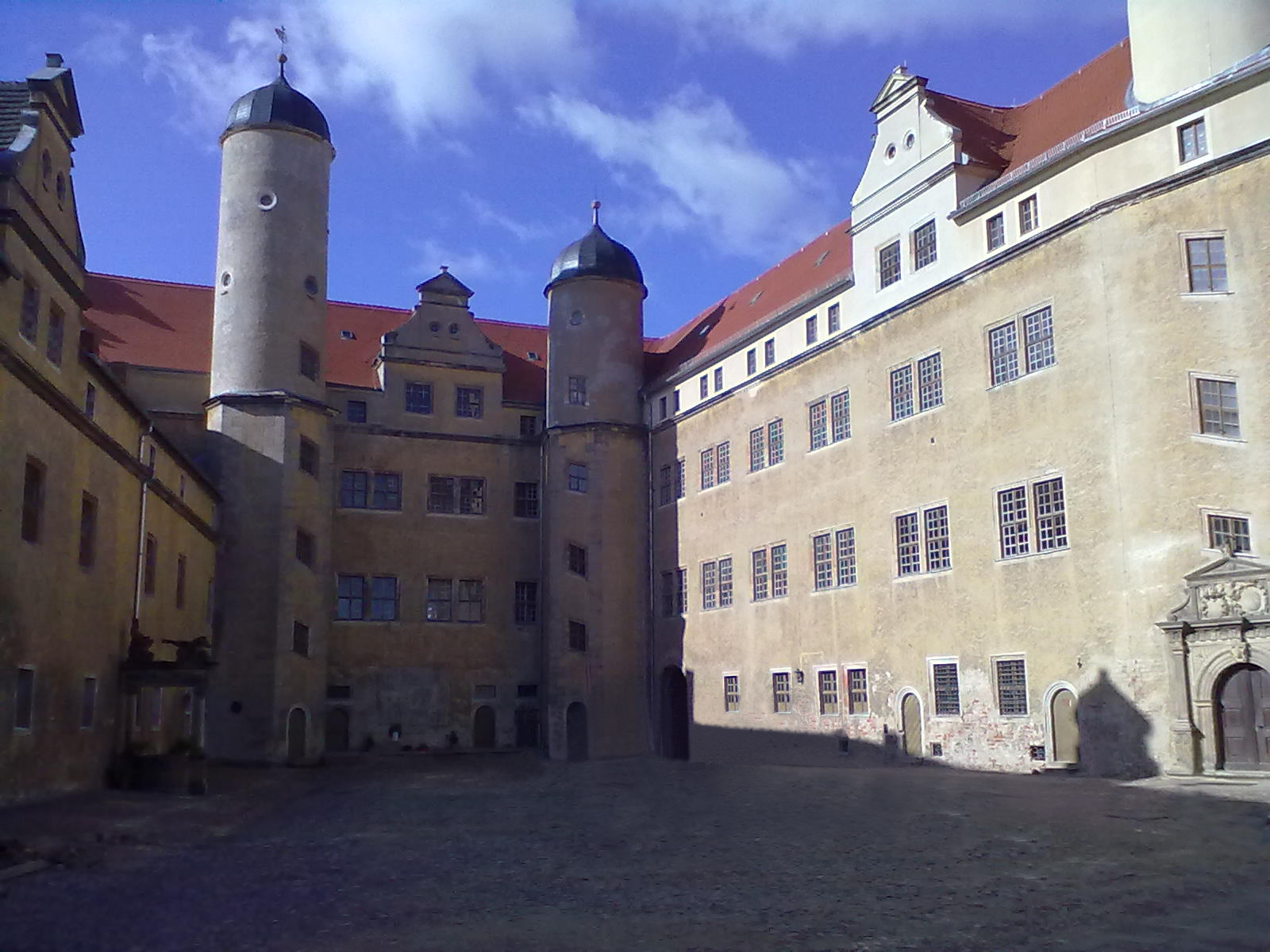
Schloss Lichtenburg in Prettin
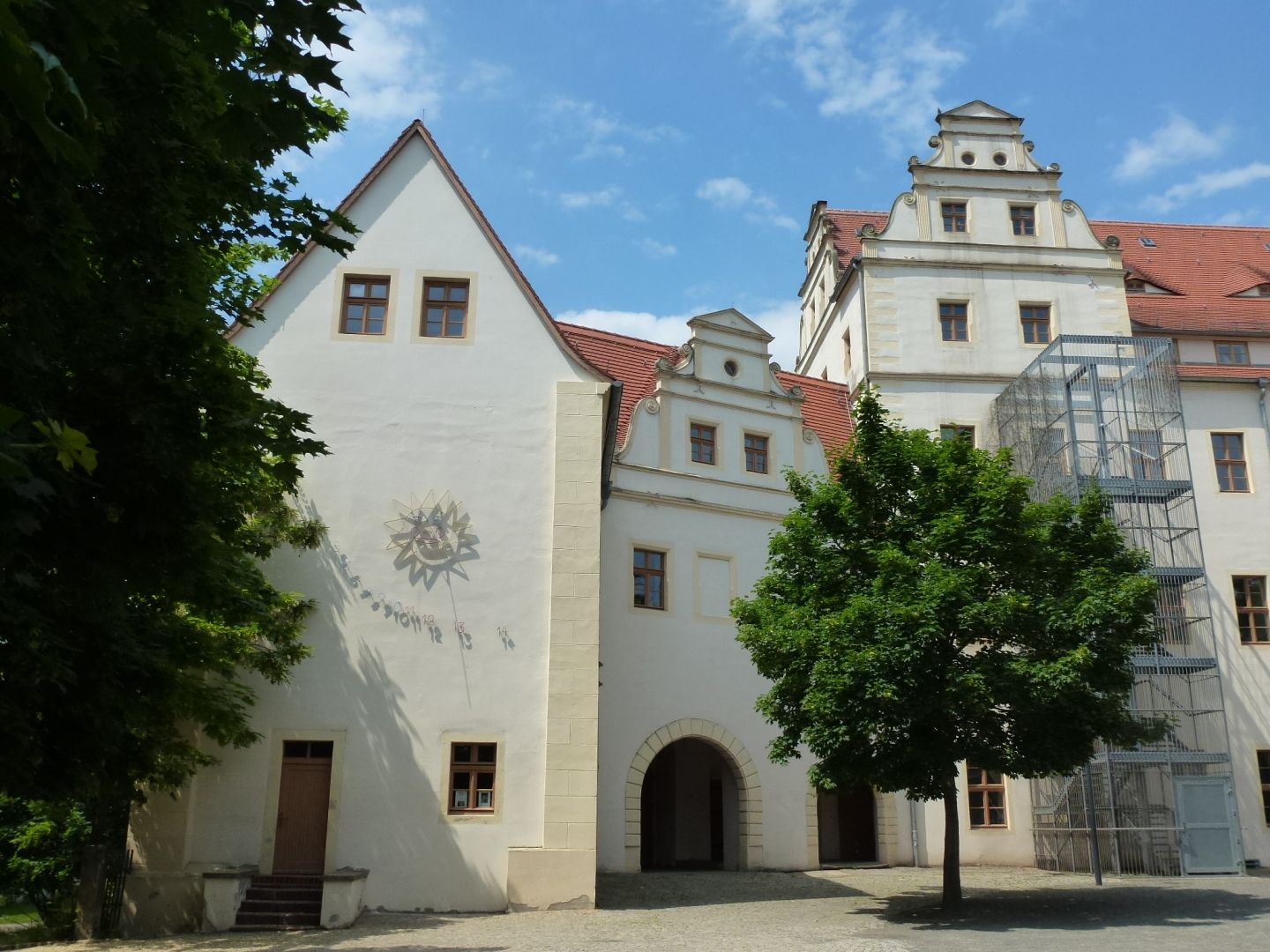
Schloss Pretzsch
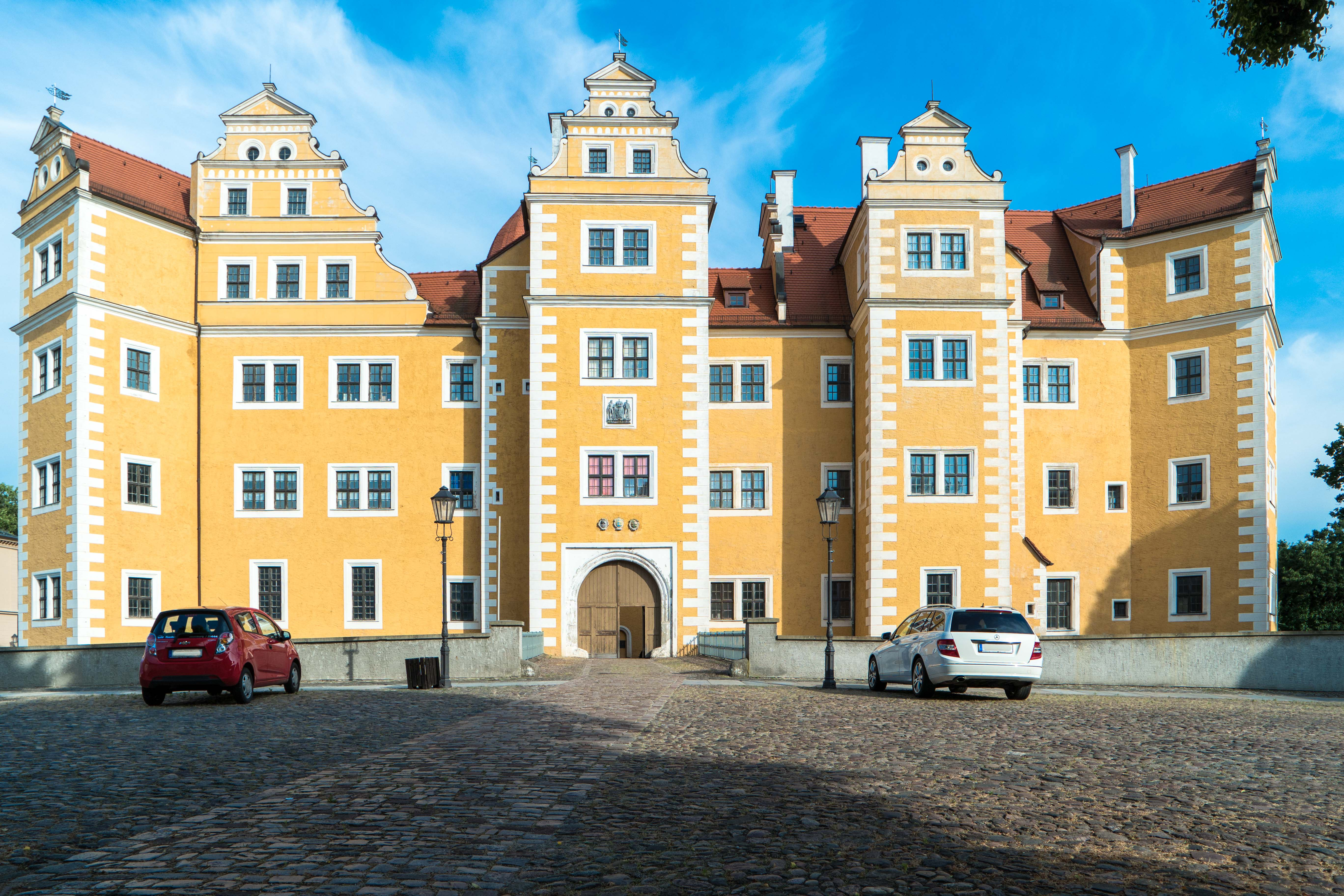
Schloss Annaburg
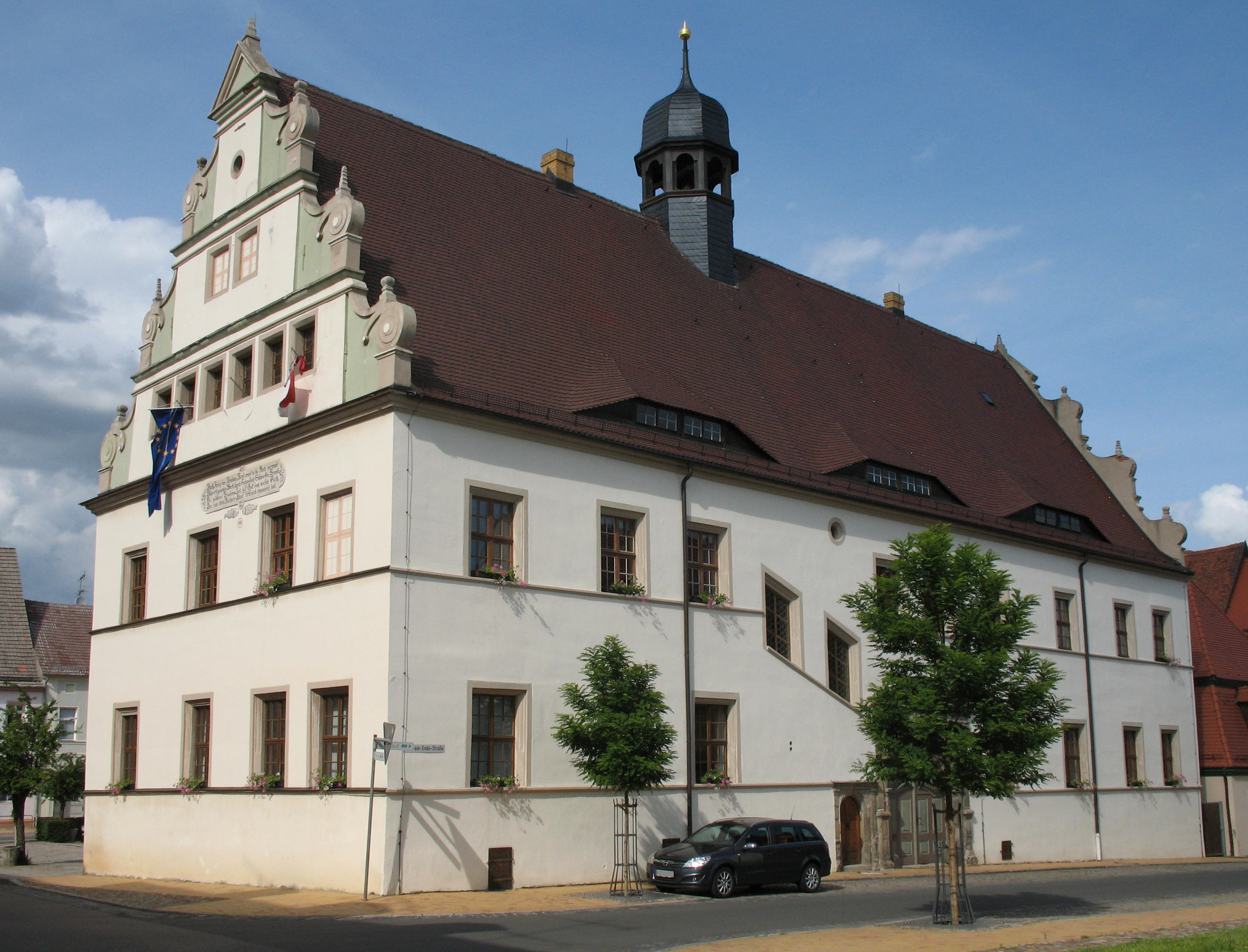
Rathaus Bad Schmiedeberg
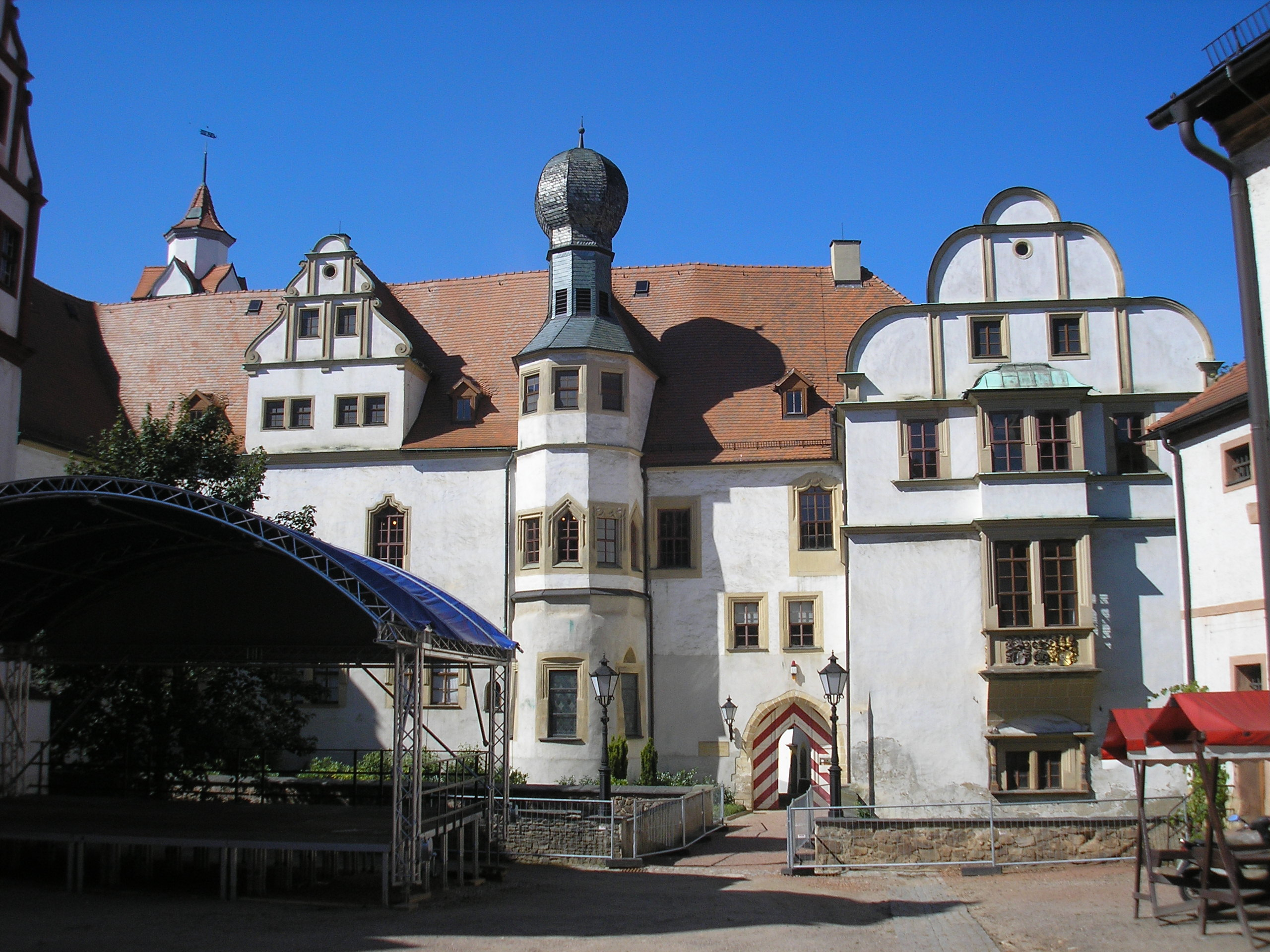
Schloss Hinterglauchau
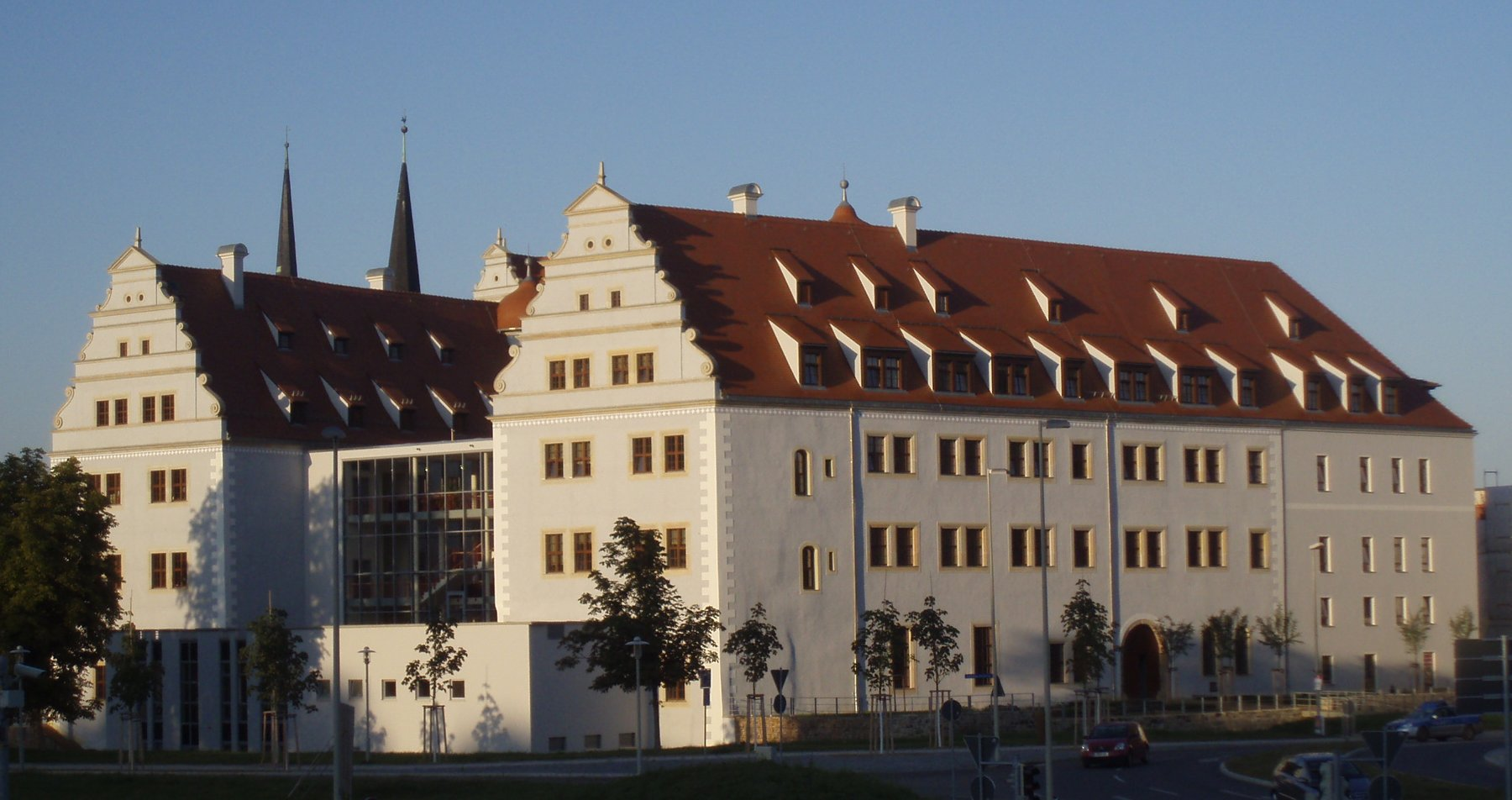
Schloss Osterstein (Zwickau)
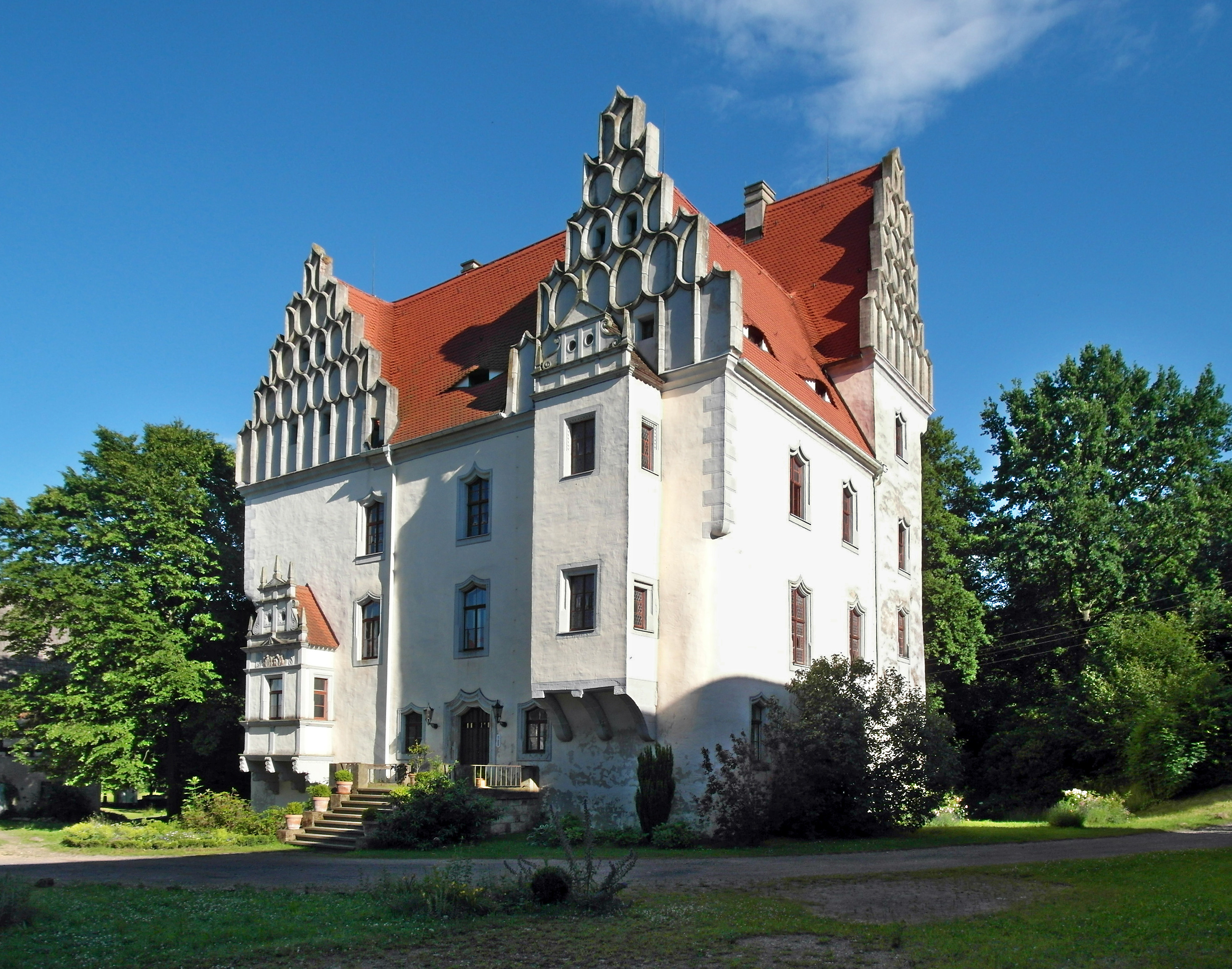
Schloss Heynitz
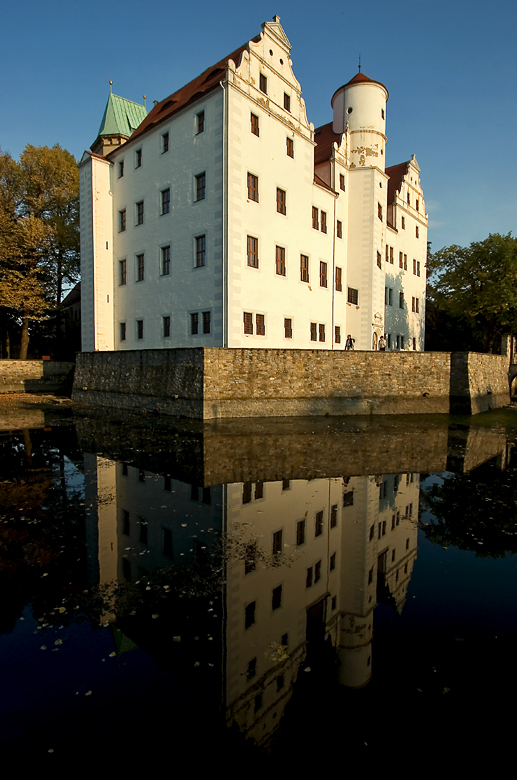
Schloss Schönfeld (Dresden)
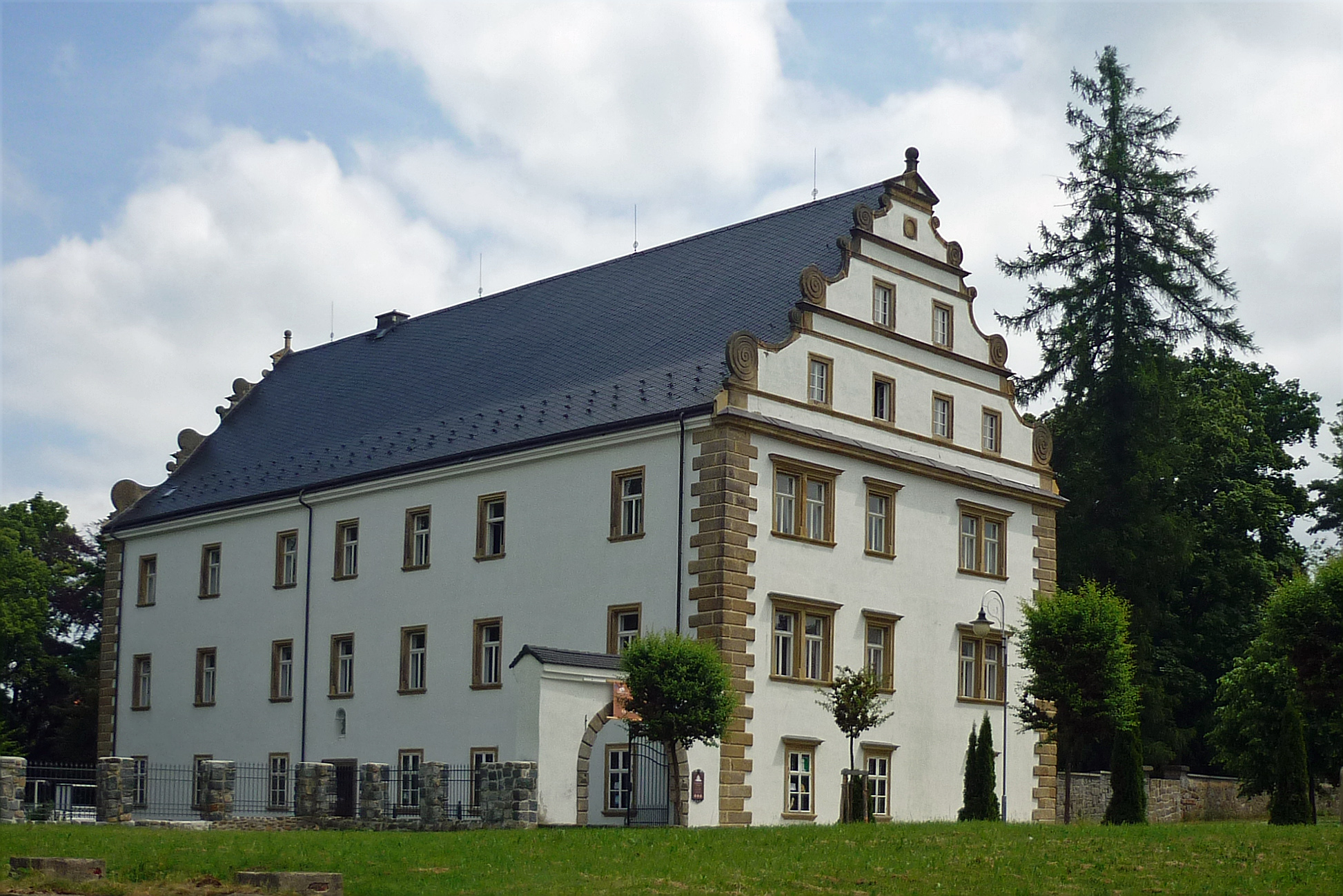
Schloss Šluknov
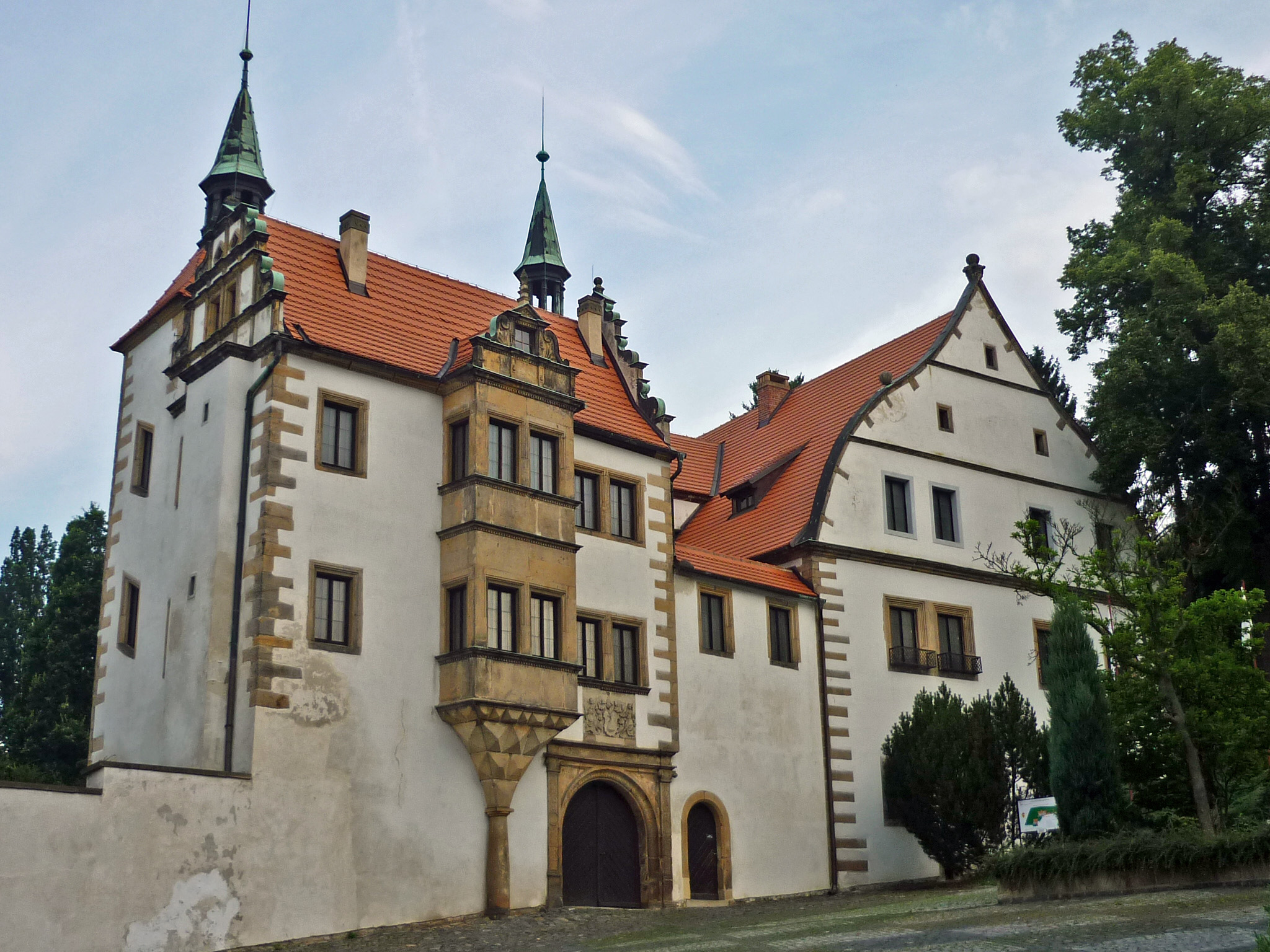
Schloss Benešov nad Ploučnicí

## Quelle
- http://archiv.nationalatlas.de/wp-content/art_pdf/Band6_148-149_archiv.pdf